# Il bacillo rubato e altri casi
Il bacillo rubato e altri casi è una raccolta di racconti di fantascienza di H. G. Wells, pubblicata nel novembre 1895 dalla giovane ma già affermata casa editrice londinese Methuen & Co. Riunisce Il bacillo rubato (edito per la prima volta il 21 giugno 1894 sul periodico Pall Mall Budget) ed altri quattordici brevi racconti dello scrittore britannico apparsi fra il 1893 e il 1895 su varie pubblicazioni (Pall Mall Budget, Pall Mall Gazette, Black and White e The St. James's Gazette).
Sarà proprio nel 1895 che Wells otterrà il successo dando alle stampe La macchina del tempo, La visita meravigliosa e Il bacillo rubato, considerate le sue prime opere rivolte al grande pubblico. L'anno dell'affermazione letteraria di Wells coincide casualmente con l'anno di morte del suo maestro Thomas Henry Huxley e con quello del matrimonio con la sua alunna Amy Catherine Robbins.
In Italia la prima raccolta completa dei brevi racconti di Wells, verrà pubblicata nel 1905 con il titolo di Novelle straordinarie, dalla casa editrice Fratelli Treves Editori, Milano, i disegni in copertina e all'interno dell'opera, sono a cura di Celso Ondano.

## L'opera

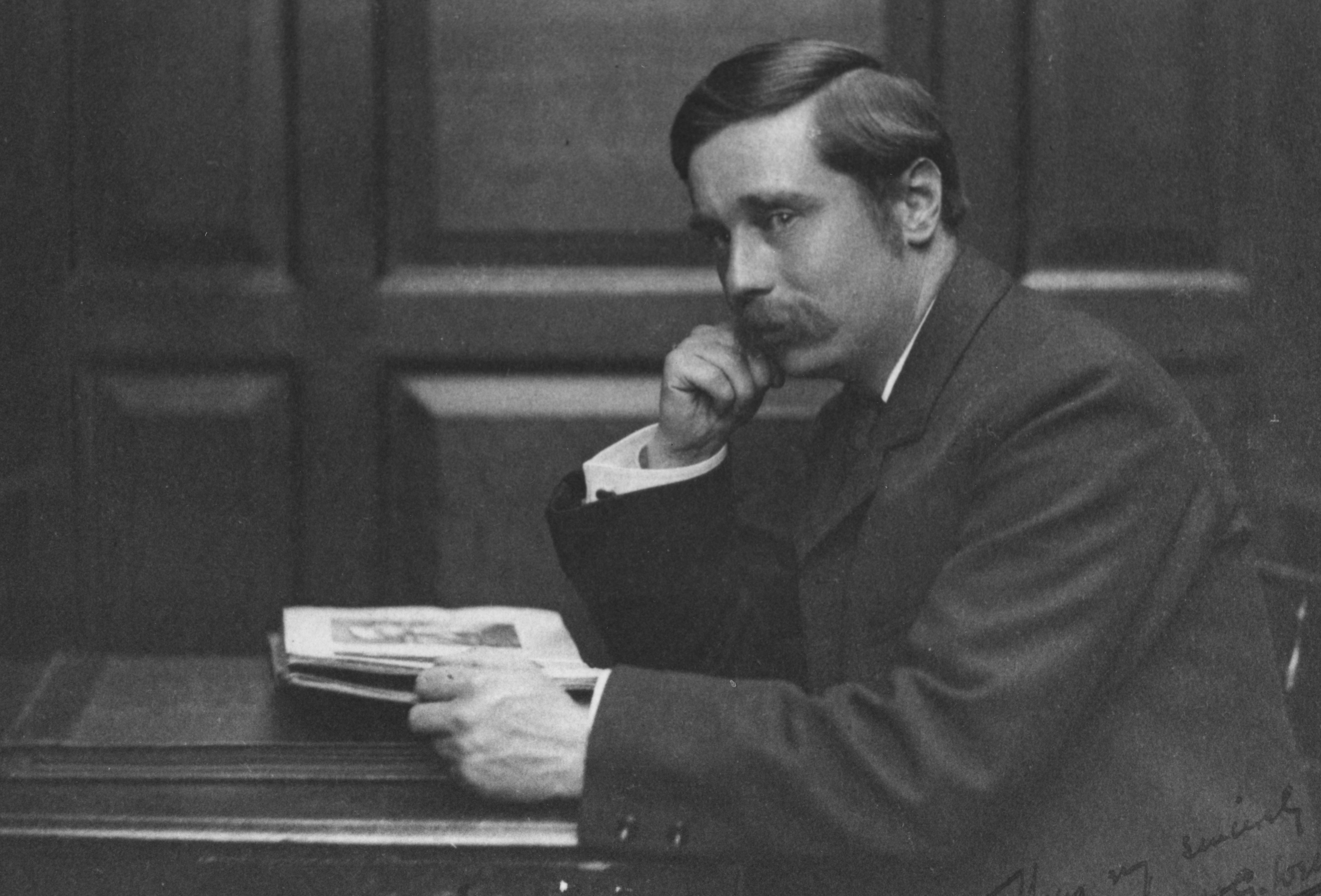
H.G.Wells a Londra, attorno al 1890.

I racconti che compongono questa raccolta sono molto diversi fra loro, sia sul piano scientifico che su quello morale. A influire su tutti vi è però la serie di osservazioni tecniche e scientifiche che rendono ogni storia narrata emozionante e di parziale rilievo scientifico, viste le conoscenze dello scrittore in materia di zoologia e biologia.
Alcuni argomenti trattati dall'autore saranno anche una rivelazione in campo letterario, essendo temi o rivisitazioni nuove e affascinanti. La critica è ormai unanime nel considerare i romanzi di Wells un'importante esperienza narrativa, ponendo lo scrittore, assieme a Jules Verne, come padre fondatore del romanzo scientifico. Tutte le esperienze narrative, cresciute nel corso degli anni e fortemente percepibili nei romanzi e nei racconti del 1895, gettano le basi per la fantascienza contemporanea attraverso la dinamicità delle tematiche che spaziano dal racconto psicologico a quello realista in chiave psicologica, tra il sogno e la speculazione ideologica,. arrivando alla critica sociale; motivi che lo scrittore alimenterà per tutta la sua carriera letteraria.

## Elenco dei racconti
Il seguente elenco si riferisce ai racconti raccolti nella prima edizione inglese del 1895.
Tra parentesi il titolo originale, la data della prima pubblicazione e il periodico sul quale sono state pubblicate.

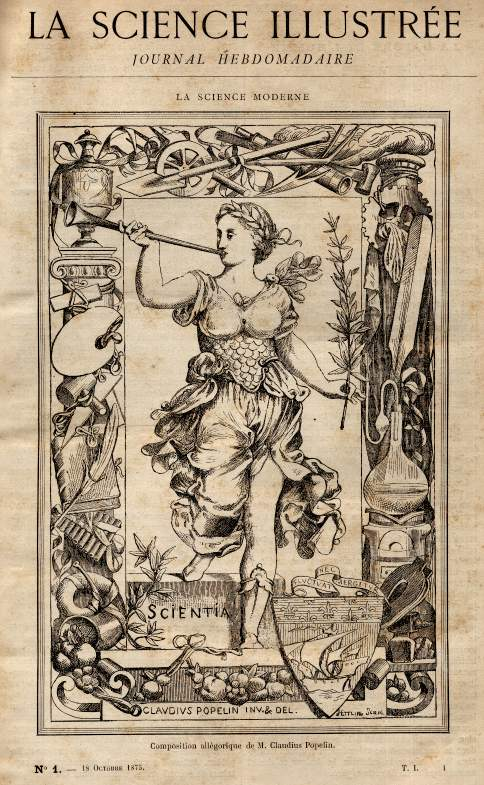
La Science illustrée, il giornale di divulgazione scientifica nato nel 1875. Tra il 1898 e il 1903 pubblicò molti degli scritti di Wells, tra cui alcuni dei racconti contenuti ne Il bacillo rubato e altri casi

- Il bacillo rubato (The Stolen Bacillus) (Pall Mall Budget, 21 giugno 1894)
- Fioritura di una strana orchidea (The Flowering of the Strange Orchid, Pall Mall Budget, 2 agosto 1894)
- All'osservatorio di Avu (In the Avu Observatory, Pall Mall Budget, 9 agosto 1894)
- Il trionfo di un tassidermista (The Triumphs of a Taxidermist, Pall Mall Gazette, 3 marzo 1894)
- Una compravendita di struzzi (A Deal in Ostriches, Pall Mall Budget, 20 dicembre 1894)
- Dalla finestra (Through a Window o At the Window[34], Black and White, 25 agosto 1894)
- La tentazione di Harringay (The Temptation of Harringay, The St. James's Gazette, 9 febbraio 1895)
- L'uomo volante (The Flying Man, Pall Mall Gazette, dicembre 1893)
- Il fabbricante di diamanti (The Diamond Maker, Pall Mall Budget, 16 agosto 1894)
- L'isola dell'Aepyornis (Æpyornis Island, Pall Mall Budget, 27 dicembre 1894)
- Il sorprendente caso della vista di Davidson (The Remarkable Case of Davidson's Eyes, Pall Mall Budget, 28 marzo 1895)
- Il dio delle dynamo (The Lord of the Dynamos, Pall Mall Budget, 6 settembre 1894)
- Furto notturno con scasso a Hammerpond Park (The Hammerpond Park Burglary, Pall Mall Budget, 5 luglio 1894)
- La farfalla (The Moth, Pall Mall Gazette, 28 marzo 1895)
- Il tesoro nella foresta (The Treasure in the Forest, Pall Mall Budget, 23 agosto 1894).

### Racconti ripubblicati

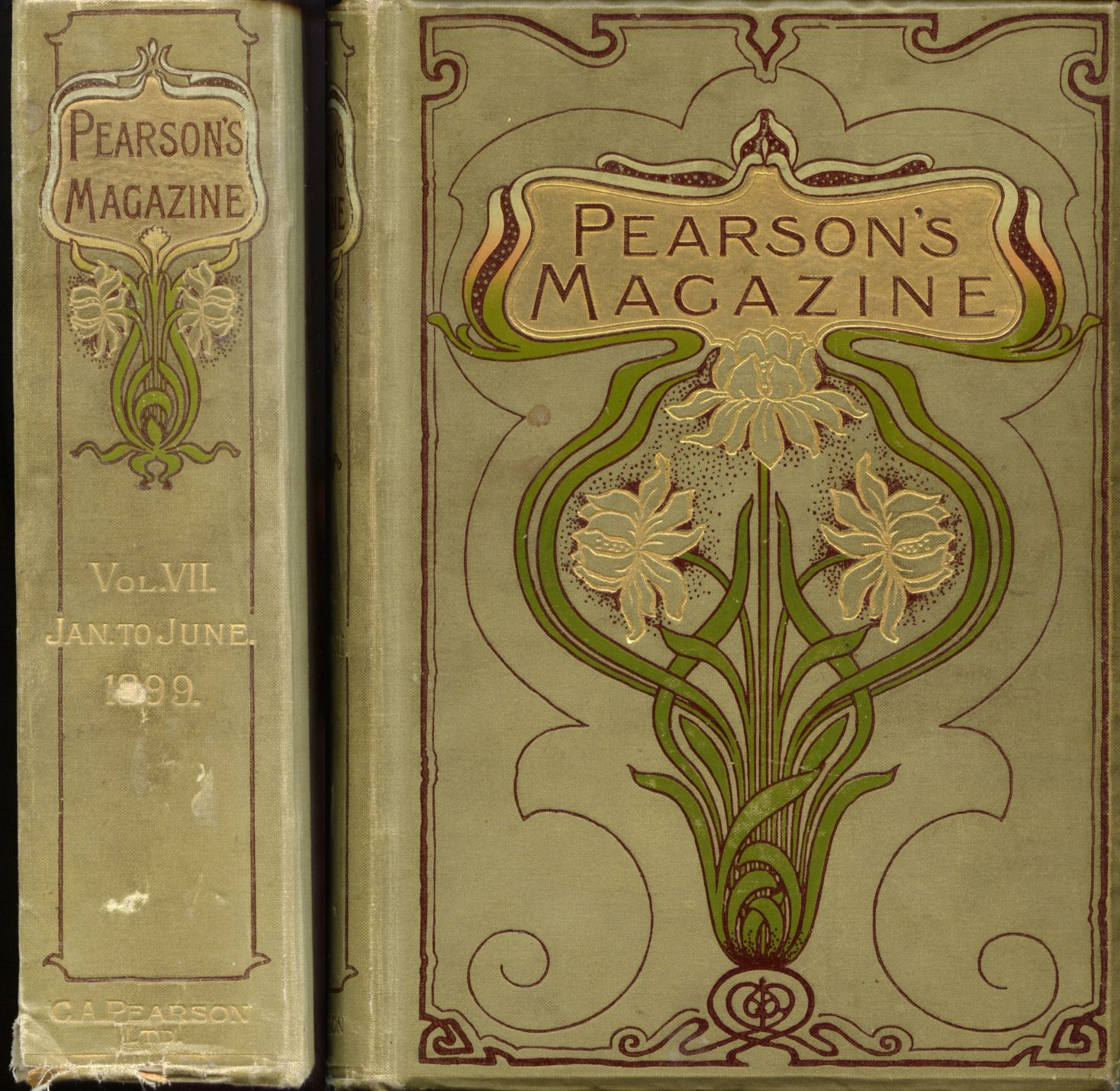
Copertina del Pearson's Magazine

- Une orchidée extraordinaire sarà riproposta sul n.112 de Mercure de France nota rivista di pubblicazione letteraria francese nell'aprile 1899. (p. 40-51, anno XXX tradotto da Achille Laurent)[35][36][37]
- Fioritura di una strana orchidea sarà riproposta con il titolo di L'orchidea del sig. Wedderburn  nel numero 44[38] de La Domenica del Corriere nel 1906, il popolare settimanale italiano fondato a Milano nel 1899[39].
- Fioritura di una strana orchidea , nell'edizione di aprile del 1905 del Pearson's Magazine[40][41][42], famoso mensile inglese specializzato in letteratura speculativa e discussione politica fondato nel 1896[43]
- The Triumphs of a Taxidermist sarà riproposto sul Pall Mall Budget il 15 marzo 1894[44].
- All'Osservatorio di Avu e Il Dio delle Dynamo saranno inoltre riproposte sul  The Melbourne Leader, un noto quotidiano australiano.[44][45]
- L'isola dell'Aepyornis (L'île de L'Aepyornis N° 527, 2 gennaio 1898), Il sorprendente caso della vista di Davidson (Un étrange phénomène N° 673 20 ottobre 1900) e Il Trionfo di un Tassidermista (N°805, 2 maggio 1903) saranno riproposte su La Science illustrée, il noto giornale scientifico francese[33][36].

## Trame

### Il bacillo rubato
Londra. In un caldo pomeriggio un batteriologo riceve la visita nel suo laboratorio di un uomo che si presenta con un biglietto d'invito da parte di un vecchio amico dello scienziato.
L'uomo, descritto come una persona magra, pallida e molle, dai capelli neri lisci, con dei profondi occhi grigi, nervoso e dall'espressione stralunata, s'interessa subito ai vetrini che lo scienziato mostra al microscopio. Sostituito uno di questi, il batteriologo mostra all'uomo pallido un preparato del bacillus del colera, narrandone nel frattempo le devastanti capacità distruttive.
L'uomo, preso da una sorta di morboso interesse rivolge diverse allusioni, per spingere il batteriologo a sbilanciarsi, tanto da rivelare all'estraneo che un virus attivo è tenuto proprio nel suo laboratorio, e fatti alcuni passi estrae l'ampolla in questione. Distratto dalla presenza della moglie Minnie che bussa delicatamente alla porta, lo scienziato si allontana, permettendo al suo ospite di afferrare l'ampolla.
Terminata la breve discussione con la moglie, lo scienziato torna al cospetto del suo ospite, che lo informa del terribile ritardo ad un appuntamento che aveva dimenticato. Affrettandosi ad uscire dal laboratorio, desta un sospetto nel batteriologo che notata l'assenza dell'ampolla si lancia all'inseguimento del magro uomo il quale, fermata una carrozza, parte in gran carriera.
Lo scienziato si accinge all'inseguimento, a sua volta inseguito dalla moglie, che lo crede impazzito, avendolo visto uscire di corsa in pantofole. Comincia così un inseguimento per le strade di Londra, con cocchieri allibiti dalla corsa delle tre carrozze che puntano scherzosamente scommesse sull'andamento dell'improvvisata gara.

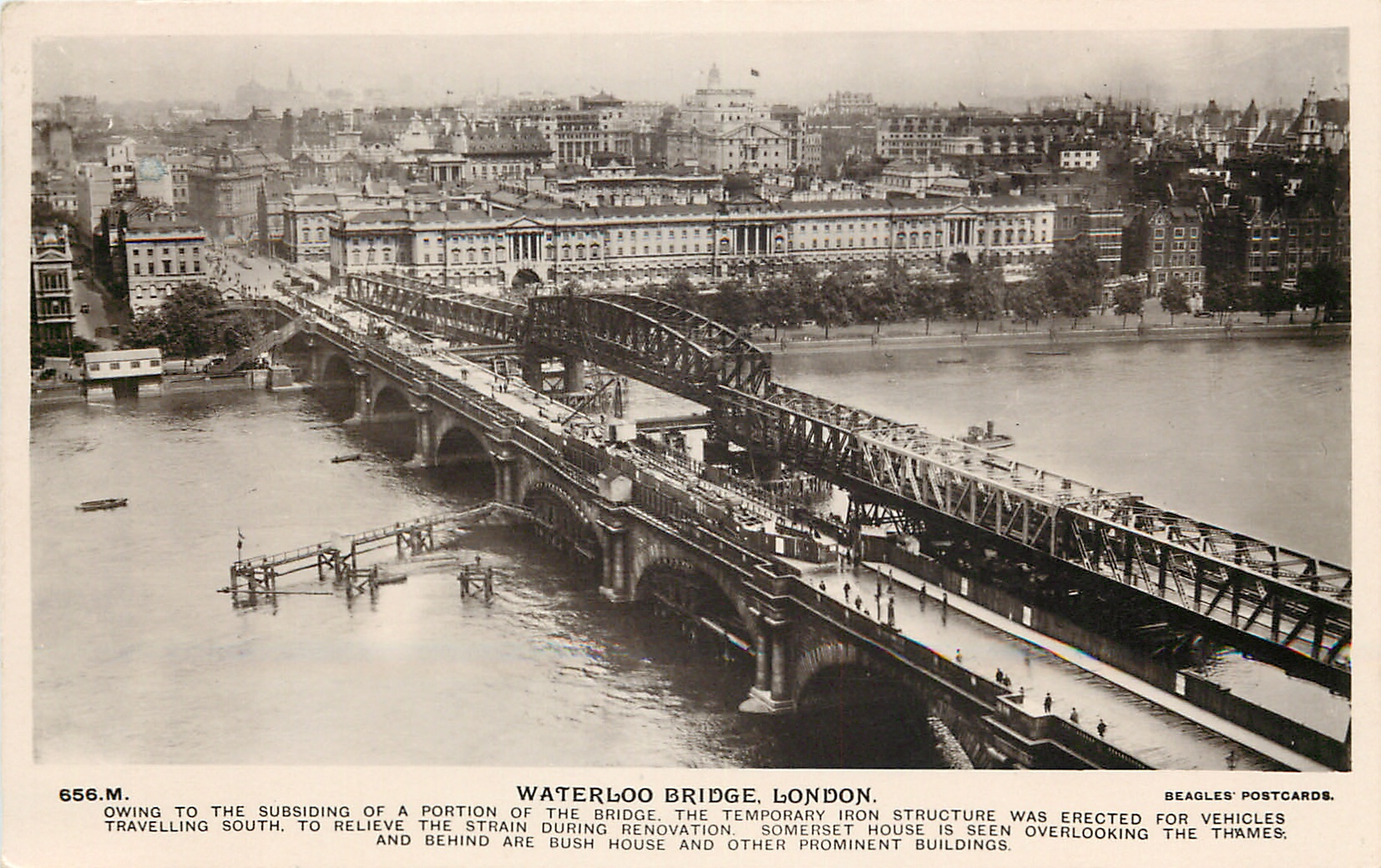
Il Waterloo Bridge in una foto del 1925, ultima tappa dell'anarchico prima di ingerire il contenuto dell'ampolla

Nel vedersi ormai raggiunto, l'ospite dello scienziato si sporge per incitare il cocchiere a frustare il cavallo, facendo così cadere l'ampolla all'interno della carrozza, che si spacca. Recuperata una parte dell'ampolla ancora contenente il bacillo, ne ingerisce il contenuto.
Vista ormai l'inutilità della fuga, il magro uomo fa fermare la carrozza, facendosi raggiungere dalla scienziato. Rivelatosi un anarchico, si allontana soddisfatto con lo stupore del batteriologo, che non si muove limitandosi a seguirlo con lo sguardo, mentre la moglie si avvicina portando con sé il vestiario che lo scienziato aveva lasciato al laboratorio.
Rompe infine il silenzio una buffa risata dello scienziato, che riferisce alla moglie che il bacillo che l'uomo ha ingerito altri non è che un suo preparato, che cambia il colorito di chi ne viene a contatto.
(Il batteriologo a Minnie, The stolen bacillus, H.G. Wells, Trad. Renato Prinzhofer, Mursia, 1966, Milano)
(Un blanc qui deviendra nègre, H.G. Wells, Trad. Fr Gaston Vassy, Ginkgo éditeur, 2003, Paris) (Il Bacillo Rubato, H.G. Wells, trad. di Andrea Filippi, Adhelphiana, 2001)
(El bacilo robado, H.G. Wells, Trad. Es Luis López Nieves, Ciudad Seva, 10 novembre 2010, Madrid)

### Fioritura di una strana orchidea

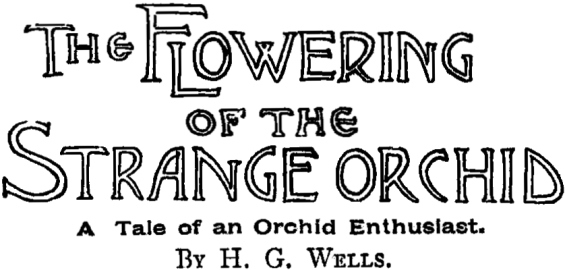
Pubblicazione nell'edizione di aprile del 1905 del Pearson's Magazine

Winter-Wedderburn era solito frequentare con molta assiduità le vendite all'asta di piccole piante, la motivazione va forse ricercata nella speranza di scoprire una nuova varietà che avrebbe consacrato il nome del suo proprietario. Timido, solitario e inconcludente disponeva di una piccola somma che gli permetteva di vivere di rendita e di soddisfare il suo interesse per le orchidee, che coltivava in una serra.
Recatosi a Londra per partecipare ad una di queste aste Wedderbrun rientra a casa con della piccole piante, che mostra con entusiasmo alla sua governante. Per la prima volta era riuscito ad acquistare con ferma decisione gli esemplari, sentendosi sicuro delle sue scelte e convinto che i risultati della coltivazione raggiungano risultati sorprendenti. La sua euforia era in particolar modo data da una specie non identificata, un rizoma grinzoso trovato sotto il cadavere di Batten, un conoscente di Wedderbrun che raccoglieva orchidee nelle Andamane. Secondo la governante quell'ammasso di radici era orribile e sinistro, somigliante ad un ragno che fa il morto come lei stessa lo definisce.

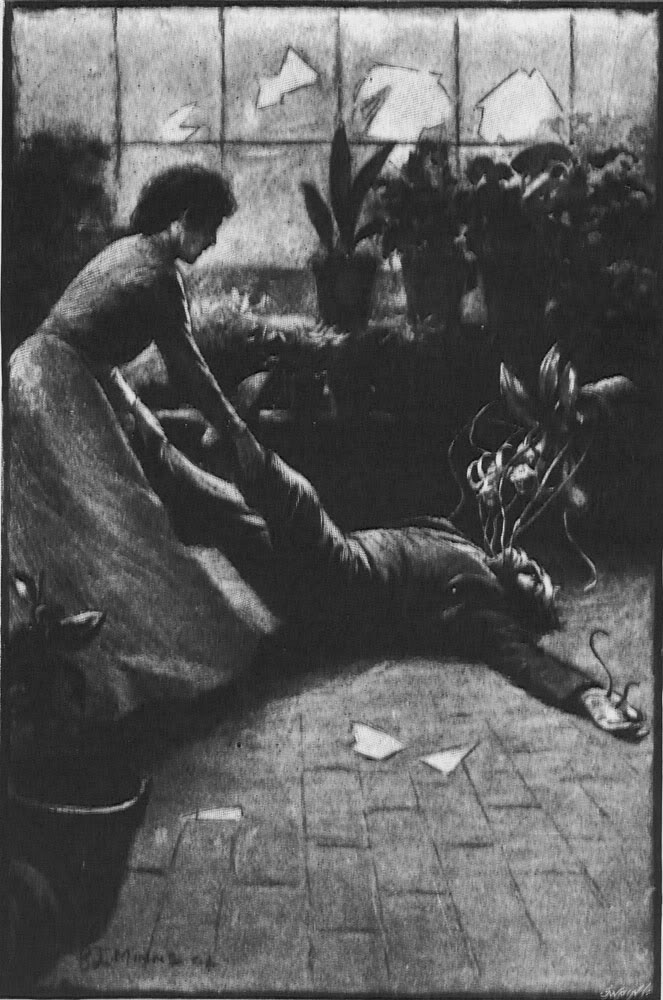
Disegno a cura di Benjamin Edwin Minns (1863–1937)

Collocate le piante nella serra e trascorsi diversi giorni Wedderbrun perde gli esemplari acquistati all'asta, ad eccezione dell'orchidea trovata sotto il cadavere del conoscente, che mostra i primi risultati di ripresa, con lo spuntare delle prime gemme e le prime radici aeree. Sempre più entusiasmato dalla crescita dell'orchidea, la mostra alla governante, che ne rimane turbata notando le radici simili a lunghi tentacoli che le davano l'impressione di voler afferrare qualcosa, si ripromise di non mettere più piede nella serra per non rivedere quell'orribile pianta.
Recatosi nella serra qualche giorno dopo Wedderbrun si rese subito conto che la sua pianta prediletta era fiorita, sentendo nell'aria un nuovo odore, un effluvio denso terribilmente dolciastro. Direttosi con grande entusiasmo verso la pianta, vide tre grandi fiori bianchi con delle striature arancioni, e capì subito di trovarsi di fronte ad una nuova specie, vedendo coronato il suo sogno. L'aria era irrespirabile, il profumo emanato dall'orchidea divenne opprimente e la vista incominciò ad annebbiarsi.
Visto il ritardo di Wedderbrun alla tradizionale pausa the, la governante si reca alla serra convinta che il morboso interesse per la pianta avesse fatto dimenticare all'uomo il consueto appuntamento.
Giunta nella serra la governante scorge l'uomo sdraiato a terra:
(The Flowering of the Strange Orchid, H.G. Wells, Trad. Renato Prinzhofer, Mursia, 1966, Milano)
(La Floración de la Extraña Orqídea, H.G. Wells, Trad. Rafael Santervás, Valdemar, 2000, Madrid)
Con grande sforzo la donna tenta di strappare Wedderbrun dai tentacoli della pianta. Sentendosi svenire per via dell'opprimente profumo che infesta la serra, la donna è costretta ad uscire per riprendere fiato. Decisa nell'impresa di strappare l'uomo dalla pianta, che sembra nutrirsi del sangue, spacca una delle finestre della serra, facendo così circolare l'aria ed entrata con determinazione porta l'uomo e la pianta, ancora avvinghiata alla vittima all'esterno. Liberato l'uomo dalla tenace presa della pianta lo allontana da essa, e mandando a chiamare il dottor Haddon, presta i primi soccorsi a Weddenbrun.
Il giorno seguente della strana orchidea resta ben poco, i fiori rinsecchiti e il gambo putrescente è il quadro che si mostra agli occhi della governante, mentre Weddebrun racconta fiero della sua avventura.

### All'osservatorio di Avu
L'assistente Woodhouse contemplava la calda e scura notte tropicale del Borneo prima di recarsi all'osservatorio per sostituire l'astronomo Thaddy che, febbricitante, restava riguardato a letto.
L'osservatorio, situato su uno sperone di roccia in cima al monte, dista circa una cinquantina di metri dalla casa dell'astronomo e del suo assistente, e poco più dalle capanne del loro personale indigeno, dalle quali Woodhouse poteva sentire a intervalli le voci e le risa, alternate dalle grida di strani animali che abitano, nei pendii circostanti, la vergine foresta tropicale, vista dall'assistente come un paese delle meraviglie, un insieme di punti interrogativi e di strane scoperte, una sorta di tesoro per ogni naturalista.
Cosparso di unguento per evitare le punture di zanzare, Woodhouse si accingeva a raggiungere l'osservatorio, guidato dal barlume di luce emesso dalla sua piccola lanterna, che gli apriva la strada tra le nere ombre gettate su di lui dalla foresta. Il pensiero della veglia solitaria, e della scomoda posizione che avrebbe dovuto assumere per osservare la volta celeste, lo fece sospirare prima di entrare nell'osservatorio per svolgere l'inconsueto lavoro.

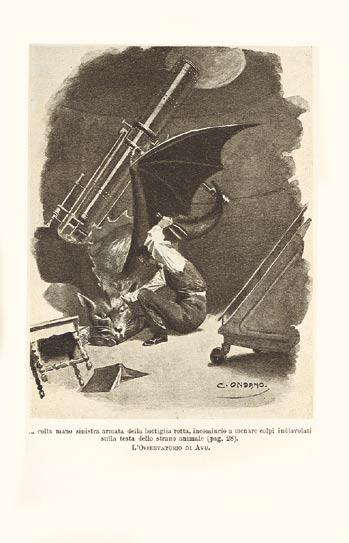
Disegno a cura di Celso Ondano tratto da:Novelle Straordinarie, Fratelli Treves Editori, 1906, Milano

Presa posizione sullo scomodo attrezzo di legno orizzontale che gli permetteva di osservare il cielo e regolata la direzione del telescopio attraverso un fitto intrico di viti e manovelle, Woodhouse mise in funzione il movimento a orologeria che permetteva di seguire un gruppetto di stelle della Via Lattea in cui il suo superiore aveva visto, o aveva creduto di vedere, una notevole variabilità di colore.
Continuando a scrutare la volta celeste, Woodhouse venne distratto per un attimo da un lampo nero e, prima ancora di formulare un'ipotesi sulla stranezza, una serie di colpi risuonò sulla cupola. Una vaga forma nera, accompagnata da una specie di batter d'ali, sembrava voler entrare dalla feritoia dell'osservatorio, facendo balzar in piedi l'assistente.
Qualcosa sfrecciò davanti alla feritoia, facendo oscillare il telescopio, informando Woodhouse che la creatura alata era all'interno dell'osservatorio. La bottiglia che l'assistente aveva appoggiato sopra un tavolo vicino al telescopio cadde, finendo in pezzi e facendogli capire che la creatura svolazzava attorno alla sua postazione. Incuriosito dalla strana creatura, Woodhouse accese un fiammifero e un attimo dopo si trovò a terra, colpito alla tempia dalla grande ala dello strano volatile e graffiato sulla guancia da un grosso artiglio, riuscendo a notare solo un barlume di pelo grigio.
Voltatosi a faccia in giù per riparare gli occhi, che si sentiva istintivamente minacciati, avverti un colpo alla schiena; il lacerarsi della stoffa portò Woodhouse a ripararsi tra il sedile e il telescopio, lasciando liberi i piedi con i quali poteva scalciare per allontanare la bestia, che riuscì ad azzannare la caviglia dello sventurato assistente, bloccandola con dei piccoli denti aguzzi. Afferrata la bottiglia precedentemente caduta dal tavolo, Woodhouse, menando botte all'aria, colpì ripetutamente la grossa creatura che, lasciata la presa, si rifugiò nella penombra dell'osservatorio. La creatura si mise quindi ad arrampicarsi sulla parete, uscendo dalla feritoia da dove era entrata.
Dopo essere svenuto, Woodhouse riaprì gli occhi trovandosi di fronte il viso di Thaddy, che gli aveva prestato le cure necessarie. All'assistente non restò altro che raccontare l'incredibile storia al suo superiore.
(In the Avu Observatory, H.G. Wells, Trad. Renato Prinzhofer, Mursia, 1966)
(En el observatorio astronomico de Avu, H.G. Wells, Trad. Rafael Santervás, Valdemar, 2000, Madrid)

### Il trionfo di un tassidermista
Alcuni segreti sulla tassidermia, è questo che Bellows sta per ascoltare da un imbalsamatore di animali in un momento di espansione, più precisamente tra il primo ed il quarto bicchiere di whisky, momento in cui un uomo non è ancora sbronzo ma si concede senza problemi a rivelare apertamente ciò che pensa. Entrambi gli uomini si trovavano accomodati in un piccolo salotto, che fungeva da antro, biblioteca e camera da prenzo contemporaneamente, diviso per mezzo di un separé in perline da quello che agli occhi di Bellows semprava essere il rumoroso studio-laboratorio dove l'imbalsamatore esercitava il suo mestiere.
L'imbalsamatore sedeva su di una sedia a sdraio, e regolarmente dava dei colpi con le pantofole in punto croce, diventate ormai dei sandali, ai pezzi recalcitranti di carbone che provenivano dal caminetto, per poi appoggiarli, altrettanto regolarmente sul ripiano di quest'ultimo tra gli occhi vitrei di alcune sue opere. Vestiva con degli orribili pantaloni gialli in lana scozzese, a detta di Bellows uno stile assai simile a quando i loro padri portavano lunghe basette e vi erano in giro le crinoline, e una giacca in vellutino resa quasi irriconosciblile dallo strato di unto e sporco in cui vi era annegata, inoltre fumava una pipa in maiolica, raffigurante sul fornello le grazie. Lo strano personaggio si presentava con una chioma nera, la faccia rossastra dovuta all'alcol e degli accesi occhi marroni, messi in risalto dagli occhiali che portava di sghembo, mostrando così a sinistra un occhietto penetrante, mentre a destra, esaltato dalla lente, un occhio cupo e mite.
Spinto dalla gran voglia di parlare, aiutato anche dai fumi dell'alcol, il tassidermista incomincia così a raccontare la sua storia, vantandosi, dicendo di aver reso ancora più belle e vive le specie da lui imbalsamate, dalla farfalla all'elefante, dall'ornitologia dilettantistica fino all'essere umano.
(The Triumphs of a taxidermist, H.G. Wells, Trad. Renato Prinzhofer, Mursia, 1966)
(Los triunfos de un taxidermista, H.G. Wells, Trad. Luis López Nieves, Ciudad Seva, 12 novembre 2010)

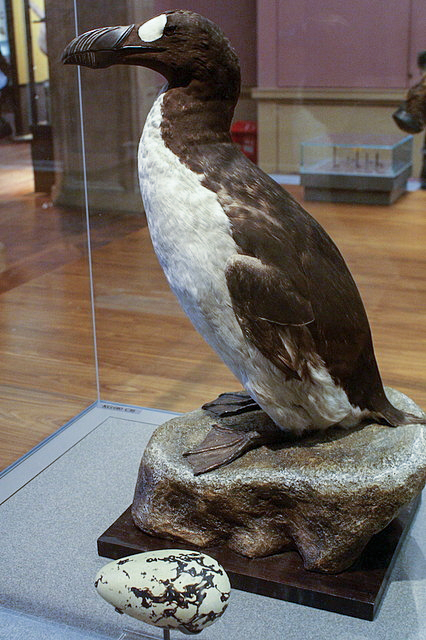
Esemplare nº8 di Alca Impenne e ricostruzione di un uovo conservata al Kelvingrove Art Gallery and Museum di Glasgow

Il tassidermista prosegue il suo discorso spiegando a Bellows le infinite possibilità che offre la tassidermia, come il tenere in casa i propri cari, potendo parlare di qualsiasi argomento, senza correre il rischio di essere interrotti, e perfino la possibilità di munirli di qualche meccanismo a orologeria, in modo che rendano piccoli servizi.
Spaziando tra un discorso e l'altro, e presa confidenza con l'ospite, l'imbalsamatore si sbilancia, raccontanto a Bellows alcune opere di imbalsamazione da lui eseguite su alcuni fossili reali, quelli del Dodo e su altri falsi per renderli autentici, come l'imbalsamazione dell'Alca Impenne e la creazione di alcune uova dell'esemplare, oltre alla creazione di nuove specie estinte, come quella del Anomalopteryx Jejuna, una falsa sottospecie del Moa da boscaglia, uccello estinto della Nuova Zelanda ricavato dallo scheletro di una cicogna, di un tucano e da una partita eterogenea di penne, creato dal tassidermista per accontentare un conoscente convinto dell'esistenza dell'esemplare.
Proseguendo il discorso, il tassidermista confida a Bellows un altro progetto che ha in mente, ovvero la falsa scoperta di un Moa, e la sua immediata imbalsamazione per preservare il falso ritrovamento, in modo da conquistare notorietà e dare il suo piccolo contributo al progresso della scienza.
Conclusa l'amichevole intervista all'imbalsamatore, Bellows si rivolge al lettore dicendo che forse le parole del tassidermista possono sembrare menzogne, ma che lui stesso, riguardo all'Alca e alle sue uova risulta confermato dagli scritti di distinti ornitologi, e che l'articolo sul Moa della Nuova Zelanda comparve effettivamente su un noto quotidiano del mattino, articolo che il tassidermista conserva gelosamente.

### Una compravendita di struzzi
Rievocando i suoi viaggi di gioventù, il tassidermista affermò di aver visto degli struzzi arrivare al costo di trecento sterline, vedendone un altro raggiungere l'offerta di quattrocento in seguito rifiutata. Tale sovrapprezzo non era dato ne dalla qualità degli animali, che anzi apparivano sbiaditi a causa del regime alimentare, ne su speciali limitazioni di richiesta, il motivo era che uno dei cinque struzzi, presenti su una nave delle linee delle Indie Orientali, aveva ingoiato un diamante situato sull'enorme turbante indossato sul capo da un elegantone di Piccadilly di nome Sir Mohini Padishah .
Padishah, vistosi tolta la preziosa gemma, si rese conto di aver aggravato maggiormente le cose sbraitando come un pazzo, poiché indusse l'animale a indietreggiare, mescolandosi così con gli altri presenti nella gabbia. Il tassidermista fu uno dei primi a giungere sul posto, trovandosi di fronte all'imbarazzante scena, l'indiano che sbraitava tirando giù tutti i suoi dei, due marinai accorsi per le grida e l'uomo addetto alla custodia degli uccelli, assente al momento del fatto il quale, assieme ai marinai, si teneva i fianchi dal gran ridere, risa giustificate per il bizzarro modo di smarrimento della pietra.
Sparsa la voce per tutta la nave, Padishah tentò invano di reclamare i suoi diritti di suddito britannico, rifiutandosi di comprare gli uccelli, arrivando addirittura ad affermare che si sarebbe rivolto alla Camera dei lord e cercando di convincere il custode di eseguire lavanda gastrica o di somministrare purghe a tutti i volatili, trovando l'opposizione dell'uomo, incaricato di nutrire e accudire gli struzzi con ordini precisi, saltò fuori inoltre che sul piano giuridico lo sfortunato elegantone non poteva richiedere la pietra, poiché questa, sarebbe diventata, Ipso facto, parte integrante dell'uccello.
Padishah, finalmente convinto, propose l'acquisto di tutti gli struzzi al custode, che non aveva veste per trattare, ma che il giorno seguente lo informò un certo Potter, un eurasiatico presente sulla nave aveva già contattato il proprietario, ignaro dell'accaduto e concluso la trattativa per sé, avendo telegrafato a Aden, e avendo ricevuto risposta a Suez. Potter era intenzionato ad uccidere gli animali e a recuperare il diamante, che si seppe, da un ebreo presente sulla nave che lo valutò per Padishah, valere quattromila £. Reso più malleabile dalla situazione decise in seguito di mettere gli uccelli all'asta, tenendone uno per tentare la sorte. L'asta risultò essere una vera e propria corsa all'oro, vedendo i prezzi salire alle stelle. Il primo struzzo, se lo aggiudicò l'ebreo per centottanta £, ma poiché al momento dell'acquisto si procurò un'arma da fuoco e sparò al uccello cominciando a vivisezionarlo l'asta fu sospesa. Riprese il giorno seguente, dove si videro prezzi stellari. Tre dei quattro struzzi furono venduti per un prezzo medio di duecentoventisette £, e la cosa buffa fu che Padishah non riuscì a prenderne neanche uno, poiché al momento del rilancio, sbraitava di discorsi legali e di ingiunzioni. Il tassidermista seppe in seguito che anche l'ultimo struzzo fu venduto da Potter ad un riservato politico anch'egli presente sulla nave, per trecento £. A fine asta, a Padishah non rimarrà che guardare il suo diamante andarsene assieme agli struzzi.
(Il tassidermista, A Deal in Ostriches, H.G. Wells, Trad. Renato Prinzhofer, Mursia, 1966, Milano)

### Dalla Finestra
Bailey costretto a vivere nel suo studio tra le boccette di pozioni e mobilia scalcinata a causa delle stecche che bloccano le sue gambe, trova sollievo solo nel guardare fuori dalla finestra, aveva provato a leggere e persino a scrivere, ma era lì che passava buona parte della giornata.
Quello che appare agli occhi di Bailey è un quadro inondato di luce, in primo piano il fiume, sempre in movimento con i suoi riflessi argentati, i canneti che si trovano sull'altra sponda del fiume, un lungo terreno erboso e dei pioppi sullo sfondo a chiudere il paesaggio.
L'insolito passatempo di Bailey, lo porta ben presto a riconoscere i natanti dopo appena pochi giorni, e dopo poche settimane, le faccende private di una mezza dozzina di loro. Degne di nota sono la lancia Luzon , della famiglia Fitzgibbon, riconoscibile dagli spiccati colori rosso indiano e giallo che passa regolarmente tre o quattro volte al giorno, e la casa galleggiante Purple Empire, attraccata una mattina alla sponda.
La signora Green entrando a intervalli regolari nella stanza, lo vede spesso agitarsi, battere le mani e parlare da solo, divertito dalle vicissitudini che riempiono le giornate del uomo che, con il passare dei giorni, nota anche i più piccoli particolari come una gaffa nuova o i comportamenti e le espressionii imbronciate di uno dei marinai, da Bailey definito lascar  (per indicare l'origine indiana o Indonesiana) della Fitzgibbing, condividendo queste osservazioni con Wilderspin, che sovente passa a trovarlo.
Pochi giorni dopo, Bailey ottiene lo spettacolo alla finestra più emozionante che si possa offrire, l'uomo si trovava in casa solo poiché la governante si era recata in città per pagare certi conti.
Verso le 10 Bailey nota un piccolo svolazzio bianco in lontananza, si tratta di un uomo in calzoni bianchi che corre proprio nella sua direzione falciando con il braccio l'aria, poco dopo accadde una cosa assai curiosa, in lontananza appena percettibile un minuscolo lampo rosato seguito da una nuvoletta grigia, gli stavano chiaramente sparando addosso, da lì a breve compaiono anche le tre figure che inseguono l'uomo.
Poco distante un uomo dalla barba nera, pantaloni di flanella, cintola rossa e un enorme cappello a tesa di feltro grigio, l'uomo cammina piegato in avanti con le mani a pendolo davanti a sé, lasciando intravedere dietro a se l'erba piegata sotto l'alzaia di un'imbarcazione che sta rimorchiando, girandosi e notando l'uomo vestito di bianco correre verso di lui, incomincia ad alare il rimorchio a cambimano, in quel momento compare l'imbarcazione con a prua un uomo alto e biondo che urtando improvvisamente contro i canneti cade uscendo dalla visuale dell'osservatore.

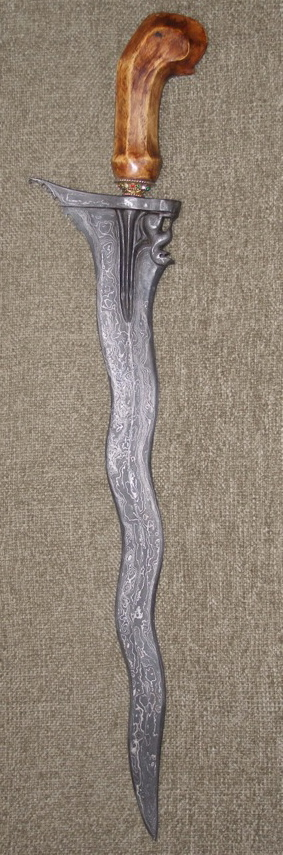
Un kriss, l'arma con la quale il malese ha seminato il panico

Bailey ora può chiaramente scorgere che la figura in bianco che corre verso la sponda è uno degli orientali dei Fitzgibbon, da lì a breve tre uomini si trovano sulle tracce del malese, a circa duecento metri o poco più, si tratta di una caccia all'uomo, poco dopo l'uomo scomoare tra il frumento seguito dai tre, sparendo dalla visuale di Bailey, appena il tempo di bestemmiare per l'occasione persa di visionare la conclusione della scena che uno strillo di donna, uno schiocco sordo e il rumore di uno sparo attirano l'attenzione dell'uomo.
Il malese riappare nuovamente correndo a monte, con una falcata energica ma meno regolare di prima, finalmente Bailey poté notare cosa impugnava, un brutto kriss con la lama opaca che non brillava come doveva brillare l'acciaio dietro di lui, l'uomo biondo seguito da tre vogatori che impugnano goffamente dei remi. Nuovamente il malese scomparve, facendo riemergere la delusione del uomo che a suo dire avrebbe dato la vita per vedere la fine dell'inseguimento.
Ancora una volta riappare il malese, ormai sulla sponda del fiume, che si tuffa attraversando il fiume a nuoto, avvicinandosi alla sponda di Bailey, gli inseguitori ora sono sette, anche se all'appello manca l'uomo con il cappello a tesa di feltro largo, seguono spari e il malese scompare in acqua, mentre i sette escono dal quadro dell'osservatore, probabilmente per riprendere l'imbarcazione per riattraversare il fiume.
Improvvisamente Bailey ode dei passi dietro di se, si tratta della governante che una volta entrata nella stanza appare sconvolta, dopo un sorso di whisky la sig. Green racconta quello che l'uomo aveva osservato fino a poco prima alla finestra, uno dei malesi di Fitzgibbon,  impazzito, correndo e accoltellando la gente con un grosso pugnale, uccidendo un mozzo di stalla, trafiggendo il maggiordomo e tagliando quasi il braccio ad un uomo in barca, in pieno amok
La governante rimane pietrificata guardando in direzione della finestra, il malese arrampicatosi sul l'albero di fianco al balcone minaccia di entrare nella stanza, Bailey impossibilitato dal muoversi non può far altro che guardare l'uomo scavalcare la ringhiera e alzando il braccio armato scagliarsi contro di lui.
(Voce narrante, Throught a window, H.G. Wells, Trad. Renato Prinzhofer, Mursia, 1966, Milano)

### La tentazione di Harringay

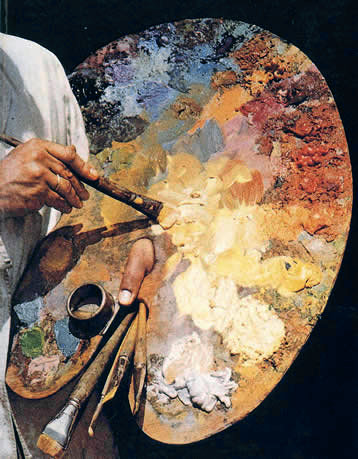

R. M. Harringay è un pittore di Chelsea, turbato dall'inespressione delle proprie opere e dalla sua mancanza di immaginazione. Si trova di fronte al suo ultimo lavoro, il ritratto di un suonatore di organetto. Aveva notato quel'uomo che aspettava gli buttassero qualche moneta decidendo di imprimerlo sulla tela, ma riguardandolo, il dipinto lo scontentava decisamente.
Il pittore decide di apportare delle modifiche all'opera, alternando la tavolozza dei colori ad una fumata di pipa.

Più l'uomo apporta modifiche e più il ritratto sembra prendere vita, aggiungendo una punta di marrone in un angolo della bocca, e il sorriso si trasforma in un ghigno, un ritocco al sopracciglio poco cinico, e questo diventa quasi satanico.
Ora l'opera è completamente cambiata nella sua espressione, da un semplice suonatore di organetto ad un viso sempre più spiritato, e lo stesso pittore vede, ad ogni colpo di pennello, assumere un'aria sempre più sinistra.

Intinto il pennello nel vermiglione, credendo si trattasse di marrone, apporta l'ultima modifica alla tela, un punto di pittura nel centro dell'occhio.

Quest'ultimo sembra girare l'orbita e guardarlo fisso, fiammeggiante.
Il pittore, preso da un lampo di collera, tira un colpo di pennello da sopra a sotto, tagliando in due il dipinto con una linea rossa accesa. È a questo punto che accade una cosa curiosa, L'italiano indemoniato (così chiamato dall'autore) chiudendo entrambi gli occhi e le labbra, si appresta a pulire il viso con una mano.
Incomincia un'intensa discussione tra il quadro e il suo creatore, nella quale il primo cerca di far capire al secondo la sua totale mancanza di ispirazione, consigliando di buttare dentro l'anima nella sua opera.
(Voce narrante, The Temptation of Harringay, H.G. Wells, Trad. Renato Prinzhofer, Mursia, 1966, Milano)

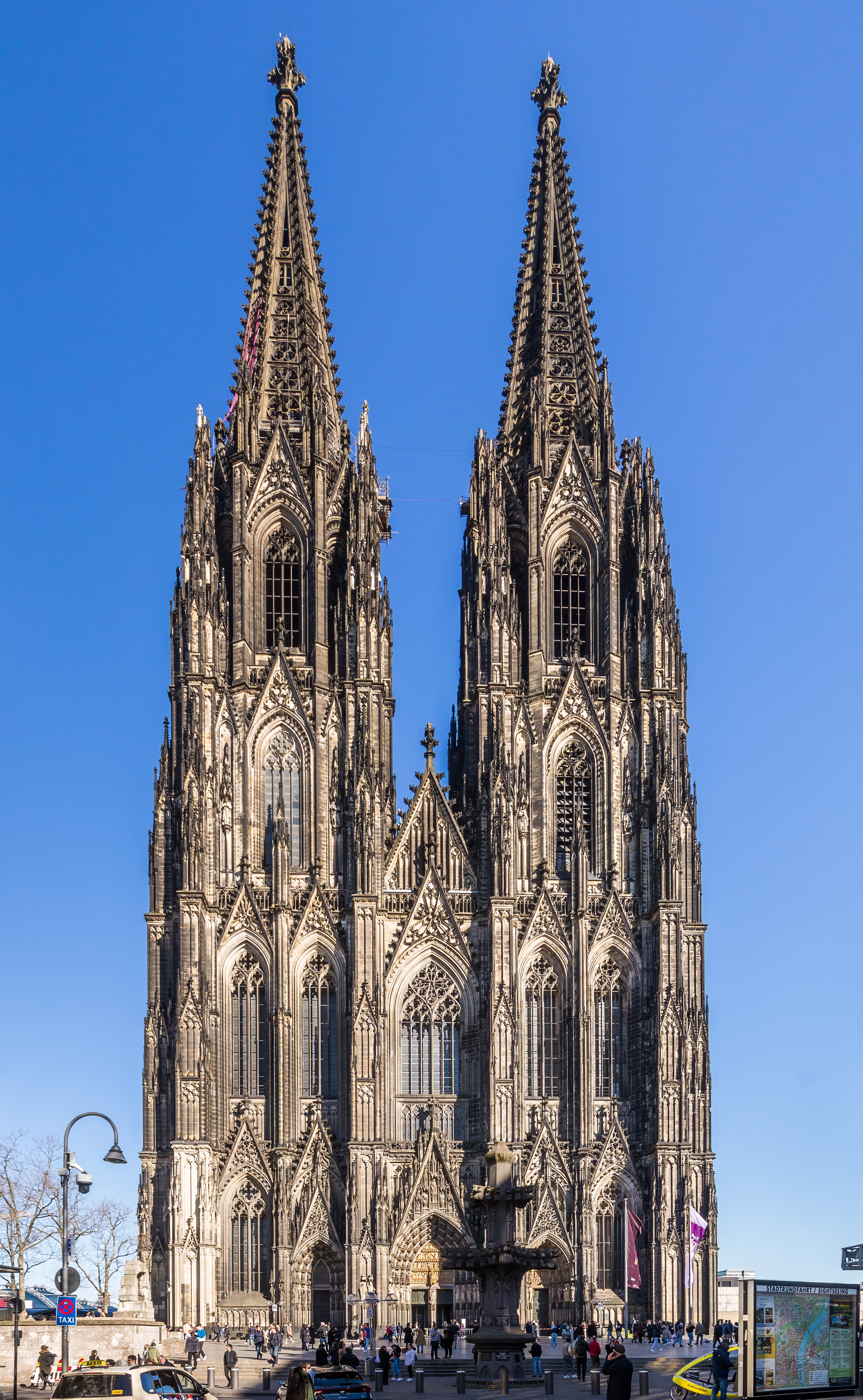
Il Duomo di Colonia citato dal dipinto di Harringay

Il pittore iniziando a capire le intenzioni del dipinto e, intinto un grosso pennello nel colore rosso, incomincia una battaglia a colpi di colore, più il pittore colpisce il dipinto, e più questo si pulisce, contorcendosi all'interno della cornice.

La tela tenta di placare la furia di Harringay, offrendo ora uno, ora due capolavori in cambio dell'anima del pittore, finché quest'ultimo non termina il colore sulla tavolozza.
Affannato dalla zuffa il quadro riprende fiato, cercando di riproporre l'offerta al suo creatore, che improvvisamente si precipita fuori dalla stanza, per tornarvi un minuto dopo con una grossa lattina di vernice Hedge Sparrow's Egg Tint
e una spatola. La tela propose quattro capolavori per la sua anima, ma ormai Harringay aveva il sopravvento e intendeva mantenerlo, in breve tempo, imbratta il quadro a colpi di spatola, finché non rimane altro che un campo uniforme di Hedge Sparrow's.
Terminata la lotta e riaccesa la pipa, non può far altro che dispiacersi di non aver fotografato il Diavolo, ora completamente ricoperto con la vernice che si stava via via asciugando.

## Ambientazione geografica
- Il Bacillo Rubato: Il primo racconto di Wells è ambientato a Londra, più precisamente in una traversa di Havelock Crescent,[76] dove si trova la casa-laboratorio del batteriologo. Sebbene attraverso la descrizione della fuga dell'anarchico riusciamo a ricostruire con buona precisione il percorso svolto dai personaggi, il punto di partenza rimane dubbio, poiché non esiste, né esisteva[77] una Havelock Crescent né a Londra, né nei dintorni di Haverstock Hill, il secondo punto di passaggio.

## Creature e Fauna
Già dal 1874, in seguito ad un incidente che lo costrinse a letto con una
gamba rotta, il dodicenne George Wells dimostrò interesse per la
lettura, impegnando le sue giornate con i libri che il padre portava dalla Literary Institute, la biblioteca locale. Fu in questo periodo che Wells si dedicò a fondo a svariate letture, conoscendo attraverso i libri mondi lontani come il Tibet, la Cina, le Montagne Rocciose, le foreste del Brasile, il Siam e - come affermò lo stesso autore - una ventina di altre terre.
Tra il 1884 e il 1885 Wells ebbe modo di conoscere Thomas Henry Huxley, suo insegnante di biologia, noto con il soprannome di "Mastino di Darwin" per via del suo acceso convincimento per l'evoluzionismo darwiniano. All'epoca la teoria sull'origine delle specie di Charles Darwin non era ancora stata unanimemente accettata dalla scienza e le scoperte scientifiche erano molto frequenti. Wells ebbe modo lavorare con Huxley per un breve periodo di tempo, poiché poco dopo il biologo si ammalò, lasciando spazio al nuovo professore, Howes. A fine anno Wells superò l'esame di zoologia in maniera brillante, distinguendosi assieme a Martin Woodward e A.V. Jennings tra i migliori della classe; con quest'ultimo in particolare strinse una buona amicizia: con Jennings, Wells si sentiva in grado di parlare liberamente, discutendo di politica, scienza e teologia, definendo l'amico una mente più vivace ed equipaggiata della sua, la prima trovata a South Kensington.
Da questo si può capire la profonda conoscenza di Wells nel campo delle scienze e della biologia.
Di seguito le creature e la fauna citate nella raccolta di racconti.

### Creature Fantastiche
- La strana Orchidea,

Si tratta di un'orchidea, che sin dalla narrazione del suo ritrovamento fino allo svilupparsi di tutta la vicenda ci viene posta come una pianta misteriosa e sinistra. il ritrovamento infatti avviene nelle Andamane essa si trova schiacciata sotto il peso di Batten, un botanico e ricercatore di piante esotiche. Viene trovato su un terreno paludoso, in un folto di mangrovie, completamente dissanguato. La causa della morte viene attribuita ad una febbre tropicale che da qualche giorno tormentava l'uomo, mentre il dissanguamento viene attribuito a delle sanguisughe.
L'orchidea trovata sotto il corpo di Batten viene fatta appassire dagli indigeni del posto, al contrario della sua intera collezione, che viene presa in cura fino all'arrivo di un suo collega ornitologo.

L'aspetto dell'orchidea si presenta come un rizoma grinzoso, il protagonista azzarda che si può trattare di un Phalaeonophis, forse riferendosi alle Phalaenopsis il genere di orchidee epifite, mentre orribile e terrificante e disgustosa sono gli aggettivi che utilizza la governante del protagonista.
Quando Il protagonista si reca nella serra dopo alcuni giorni, recandosi verso la pianta nota con grande entusiasmo tre grandi fiori bianchi con delle striature arancioni.
- Gran Colug

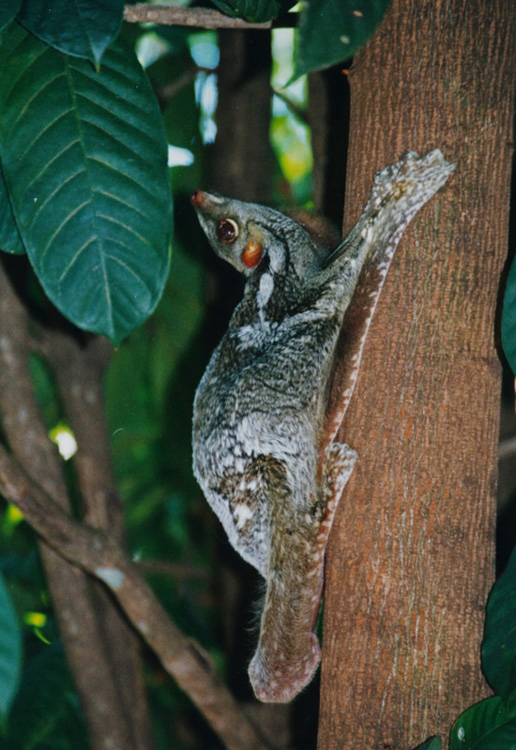
Colugo della Sonda

Somigliava ad un grande pipistrello, più che a qualsiasi cosa al mondo. Aveva orecchie brevi ed aguzze, pelo morbido, e le sue ali somigliavano a cuoio. I denti erano piccoli, ma diabolicamente acuminati; la masciella, però, non doveva essere fortissima, altrimenti mi avrebbe perforato la caviglia.
Così descrive Wells il terribile incontro avvenuto tra Woodhouse e la strana creatura che lo attaccherà all'interno dell'osservatorio, nel breve racconto All'osservatorio di Avu, quello che secondo la popolazione locale è il gran colug o klangutang.
La descrizione della creatura fa riferimento ad una specie realmente esistente, il Colugo della Sonda un mammifero asiatico della famiglia dei Cinocefalidi, a cui appartiene un'altra sola specie vivente, il colugo delle Filippine (Cynocephalus volans).
La descrizione della mostruosa creatura infatti coincide con le caratteristiche del Colugo della sonda, anche se dalle dimensioni descritte dall'autore le dimensioni sono quelle di un grosso felino, più proporzionato ad un grosso Leone piuttosto le dimensioni e la conformazione di un gatto come negli esemplari reali.
Tutte le altre caratteristiche invece riportano al piccolo predatore, un muso affusolato ed una faccia che ricorda quella di un pipistrello, grandi occhi e piccole orecchie arrotondate.
Anche le ali sono riconducibili al Cogul, infatti come gli altri dermotteri è dotato di un'ampia membrana, detta patagio, che si tende dal collo alle punte delle dita dei quattro arti e alla coda.

### Animali reali o estinti
- Dodo
Alca Impenne
Moa da Boscaglia

## Fatti di cronaca nei racconti

### Anarchici e terrorismo batteriologico

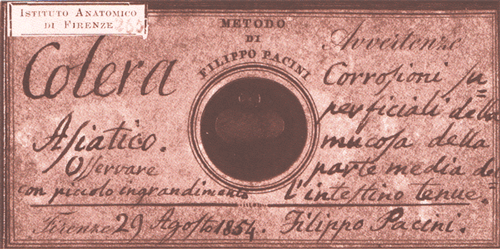
La scoperta del colera

Gli scritti di Wells, sebbene in chiave romanzata, trattano fatti quotidiani del tempo, infatti spesso gli argomenti sono legati a fatti o scoperte avvenute qualche anno prima della pubblicazione.
Nel primo racconto, lo scrittore narra della potenziale minaccia di un eventuale contaminazione del sistema idrico londinese per via del bacillus del colera, il batterio Gram-negativo a forma di virgola, il Vibrio cholerae, identificato per la prima volta nel 1854 dall'anatomista italiano Filippo Pacini e studiato dettagliatamente nel 1884 dal medico tedesco Robert Koch..

L'idea della diffusione attraverso il sistema idrico, ricorda gli avvenimenti del 1854 a Soho, dove il medico John Snow, ipotizzò la sua diffusione a causa di una pompa di distribuzione dell'acqua.
Durante la sua ricerca delle cause dell'epidemia, utilizzò una piantina di Londra con la diffusione dei casi nei diversi periodi. Questo metodo gli permise di notare che i casi si concentravano attorno ad una pompa dell'acqua nel distretto di Soho. Bloccando il funzionamento della pompa riuscì a fermare il diffondersi della malattia. Le ricerche successive dimostrarono che le sue ipotesi sulla trasmissione del colera erano corrette. Nel 1883 Robert Koch dimostrò l'ipotesi batteriologica e nel 1890 John Simon, allora ministro della sanità, riconobbe l'apporto fondamentale di Snow.
Un'altra possibile fonte di ispirazione dello scrittore fu la morte di Pëtr Il'ič Čajkovskij a San Pietroburgo Il 6 novembre del 1893, nove giorni dopo la prima esecuzione della sua Sesta Sinfonia, la Patetica, all'età di 53 anni. La causa ufficiale della morte fu attribuita al colera, che con ogni probabilità avrebbe contratto bevendo acqua contaminata pochi giorni prima.

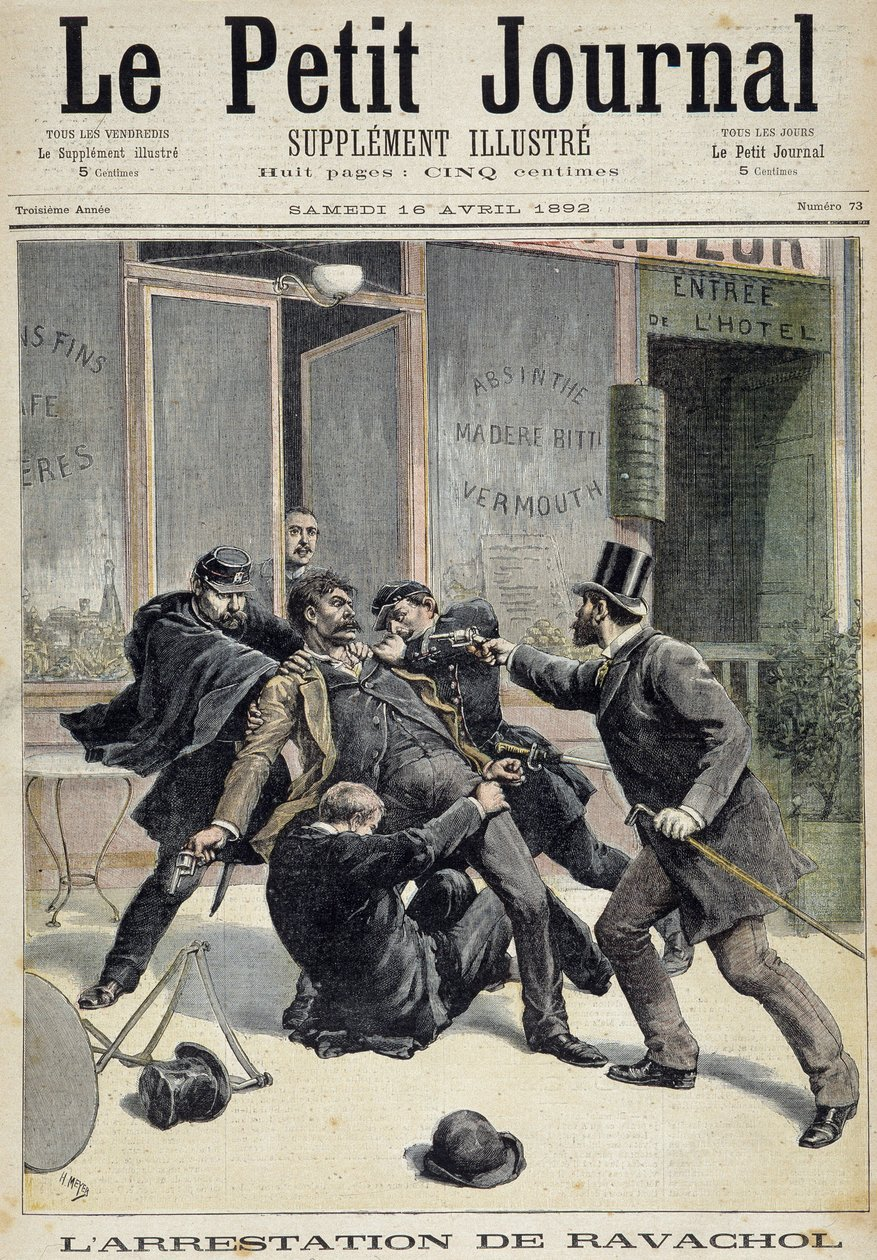
Copertina de "Le Petit Journal" con raffigurato l'arresto di Ravachol

Come detto in precedenza, anche l'ispirazione all'anarchico avviene da fatti di cronaca realmente accaduti, infatti il terrorismo anarchico, come fenomeno storico, origina nel XIX secolo e raggiunge una particolare intensità a cavallo tra Ottocento e Novecento, a causa del susseguirsi di numerosi attentati che fecero particolare scalpore.

Il 24 novembre 1889 a Palazzo Corsini a Roma si tenne la Conferenza per la difesa sociale contro gli anarchici, cui parteciparono 21 paesi, i quali, all'unanimità, stabilirono che l'anarchia non avrebbe dovuto essere considerata una dottrina politica e che gli attentati attuati dagli anarchici erano da punirsi come azioni criminali. Esse sarebbero state oggetto di potenziale estradizione

Un periodo particolarmente prolofico delle attività di terrorismo anarchico avvenne proprio tra il 1892 e il 1901, con un susseguirsi di attentati dinamitardi, omicidi e tentati omicidi.
A seguito gli attentati fino al 1894 anno di pubblicazione del primo racconto.
1892 Gli attentati di Ravachol.

1892 L'attentato ad Henry Clay Frick, attuato da Emma Goldman e Aleksandr Berkman.

1893 L'attentato alla Camera dei Deputati francese ad opera di Auguste Vaillant in seguito catturato e ghigliottinato il 5 febbraio 1893.

1894 L'attentato al Cafè Terminus, alla Gare St. Lazare ad opera di Émile Henry già responsabile di una bomba a una stazione di polizia di Parigi, in rue de Bons-Enfants
Fu condannato a morte e ghigliottinato il 21 maggio 1894 all'età di 21 anni.

1894 L'assassinio del presidente della Repubblica francese Marie François Sadi Carnot
per mano di Sante Caserio al fine di vendicare l'esecuzione dell'anarchico Auguste Vaillant.

1894 L'attentato a Francesco Crispi primo ministro italiano, tornando alla Camera dopo pranzo fu vittima di un attentato da parte del giovane anarchico Paolo Lega. L'attentatore sparò da brevissima distanza, ma la pallottola mancò il bersaglio.

### Amok
Nel 1846, nella provincia di Penang, in Malesia, un anziano e rispettabile malese, impazzisce improvvisamente sparando e uccidendo tre abitanti del villaggio e causando il ferimento di altri dieci. Catturato e portato in giudizio le prove hanno rivelato che aveva improvvisamente perso la moglie e l'unico figlio e in seguito al lutto sarebbe diventato mentalmente disturbato.

### La Cattedrale di Colonia
Questo grandioso tempio in stile gotico, che si ispira alle grandi chiese di Amiens e di Beauvais, fu iniziato nel 1248: fu allora che l'arcivescovo Corrado di Hochstaden posò la prima pietra. L'edificio venne progettato da Mastro Gerardus che morì durante i lavori. La costruzione dell'edificio richiese tuttavia più di 600 anni, essendo stata ultimata solo nel 1880. Esso venne innalzato nel luogo in cui si trovavano diversi edifici di culto di epoca precedente: un tempio romano risalente al IV secolo, convertito in chiesa cristiana e noto col nome di Antica Cattedrale, e un secondo edificio dell'818, noto col nome di Vecchia Cattedrale, bruciato il 30 aprile 1248.
Il 20 agosto 1914 in un articolo del Farme's Advocate si narra della leggenda della Cattedrale di Colonia 

### Il Ponte del diavolo

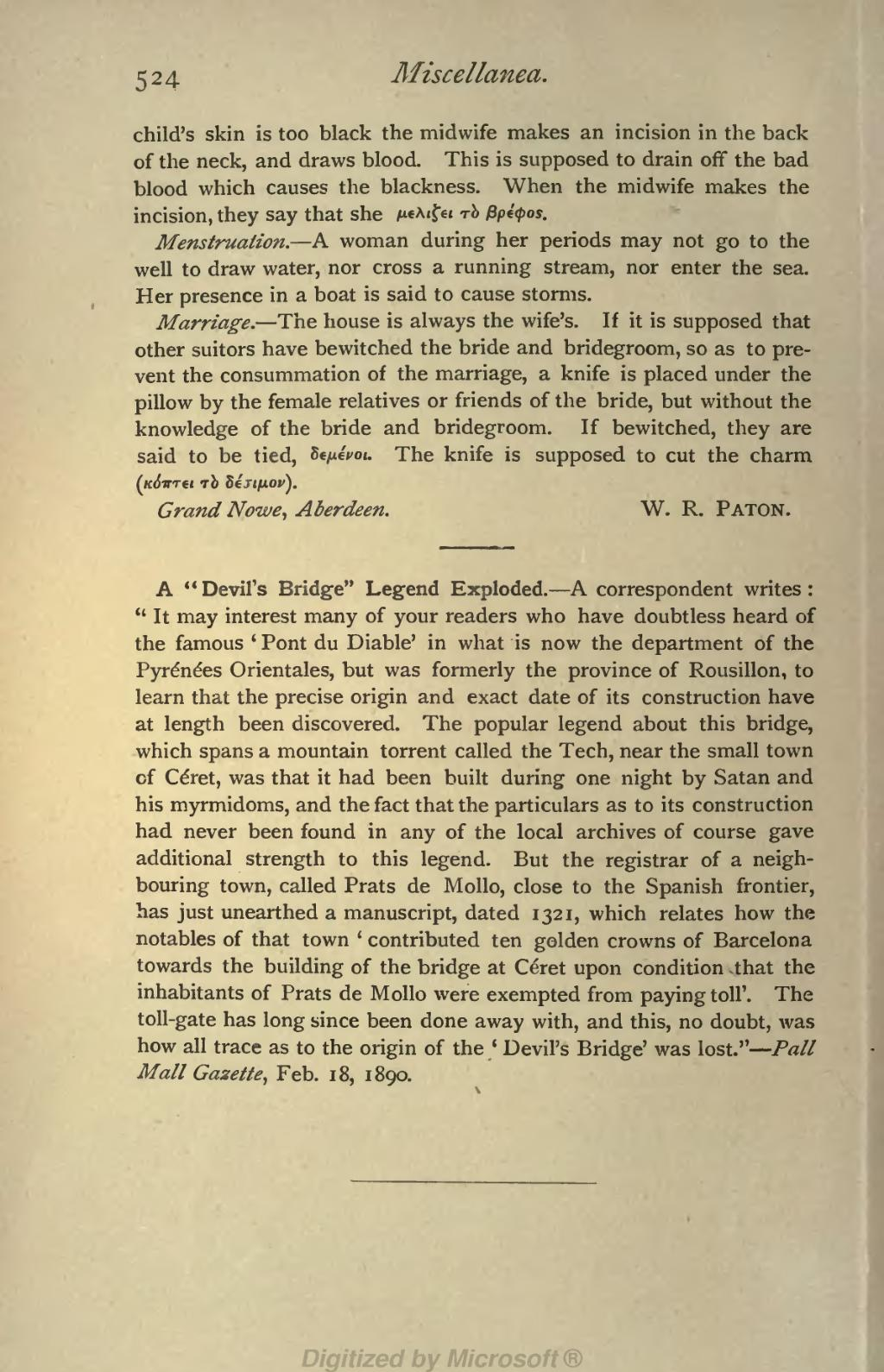

## Il successo

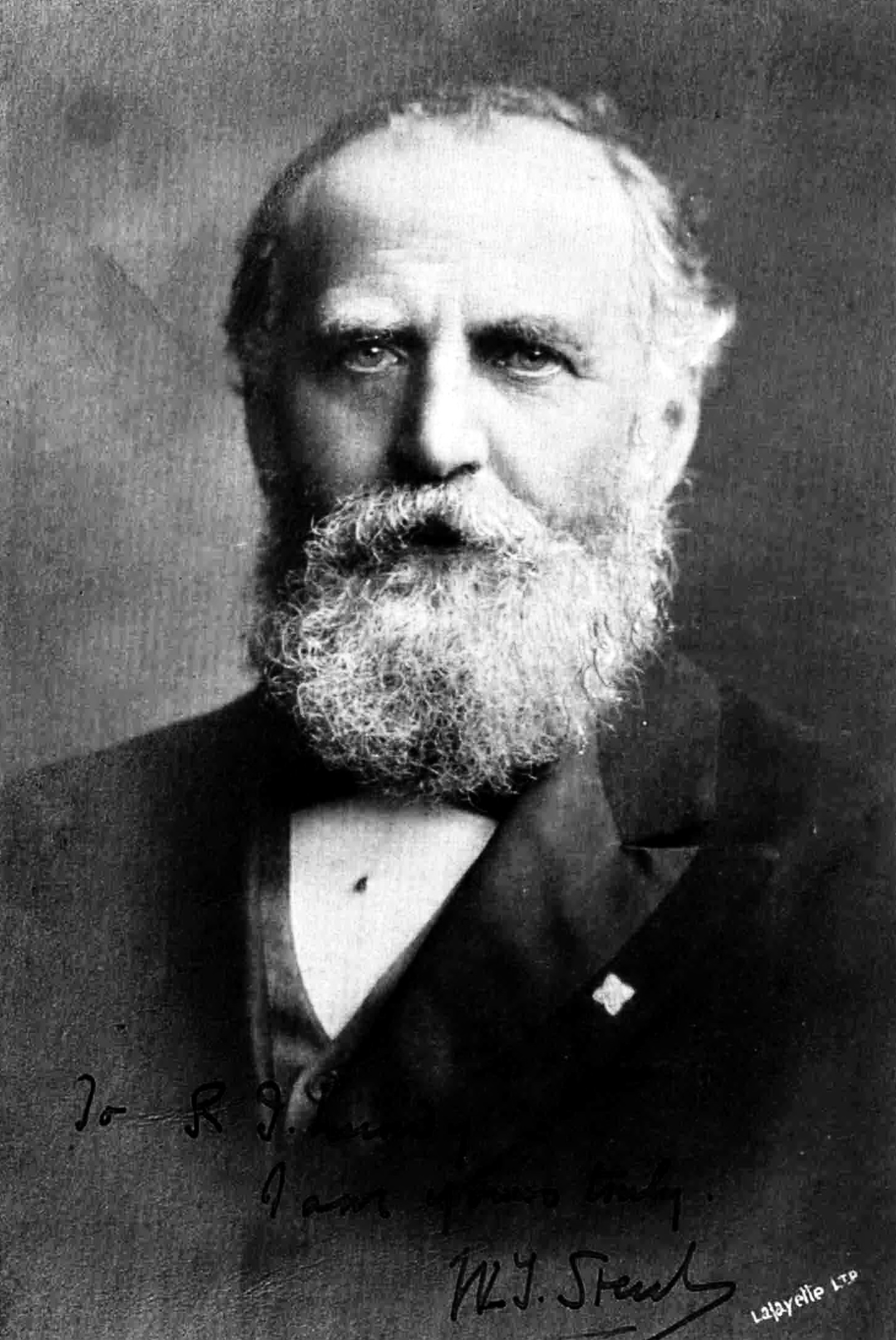
William Thomas Stead (1849-1912) alla guida del Pall Mall Gazette negli anni di pubblicazione dei racconti.

Già nel 1893 Wells cominciò a pubblicare circa 30 articoli, principalmente sul Pall Mall Gazette e ben presto molti redattori si proposero al futuro scrittore per offrirgli un ampio spazio per la rassegna di libri e per la critica. L'anno seguente, il direttore del Pall Mall Budget Lewis Hind, suggerì a Wells di utilizzare le sue conoscenze scientifiche per scrivere dei racconti, per le quali avrebbe ricevuto un compenso di 5 ghinee per ogni storia pubblicata.
Un'altra grande occasione si presentò allo scrittore quando il direttore del National Observer, Ernest Henley, lo contattò per una serie di articoli e quando lo stesso direttore, passato al New Review, chiese a Wells di revisionare la sua idea sui Viaggi nel tempo, persuadendo William Heineman a pubblicarne la storia su un libro, quella che nel 1895 sarebbe diventata la prima edizione de La macchia del tempo.
Secondo Ferdinando Ferrara nella prefazione del libro Avventure di fantascienza del 1966, il grande successo letterario delle opere di Wells emerge per il grande pubblico nel 1895 con la pubblicazione di tre volumi:
- La macchina del tempo detta una fantasia
- La visita meravigliosa detta un'avventura fantastica
- Il bacillo rubato e altri casi detta una raccolta di racconti fantascientifici

Fino a prima di quest'anno, che segna la nascita dello scrittore e di alcuni dei suoi romanzi più famosi e importanti, Wells si era limitato a pochi lavori insignificanti di carattere didattico o sperimentale. Questo enorme successo è tangibile anche dalle annotazioni sul registro delle entrate che lo scrittore aggiorna minuziosamente.
- 1893 380 £ 13 scellini e 7 pence
- 1894 583 £ 17 scellini e 7 pence
- 1895 792 £ 2 scellini e 5 pence
- 1896 1.056 £ 7 scellini e 9 pence[5][124][125]

Nel arco di un solo anno l'ascesa diventa sempre più rapida, i diritti dell'autore entro il 1896 gli frutteranno 50.000 £, fino ad arrivare ad un massimo di 60.000 £ nel 1932 con la pubblicazione del libro The Outline of History del 1919.
Wells trova subito nella critica e presso il pubblico una forte accoglienza generata da un forte entusiasmo, ad esempio il direttore del celebre Pall Mall Gazette, William Thomas Stead lo elogia scrivendo di lui: «Wells è un genio», anche altri periodici cominciarono a pubblicare articoli sullo scrittore, come il Review of Reviews che nel marzo 1895 scriverà «H. G. Wells is a man of genius.». Altri due maestri del romanzo tardo vittoriano si apprestano a offrire la loro ammirazione e la loro amicizia allo scrittore, Joseph Conrad e James Joyce

## Trasposizione letteraria
Secondo il biologo Joseph Arditti, Fioritura di una strana orchidea è fonte di ispirazione per il breve racconto di Arthur C. Clarke del 1956, The Reluctant Orchid.

## Trasposizione cinematografica

### Spine Chillers
Dal 17 novembre 1980 al 19 dicembre dello stesso anno, la rete televisiva britannica BBC1 trasmette Spine Chillers, una serie a tema soprannaturale per adolescenti in 16 episodi da 10 minuti ciascuno, basati su racconti di fantasmi e Letteratura dell'orrore di noti autori a cavallo tra il XIX secolo e il XX secolo.
Il 27 novembre e il 15 dicembre 2013 vengono mandati in onda altri tre nuovi episodi della serie.
La serie è diretta da Angela Beeching e ha come voce narrante Freddie Jones, John Woodvine, Jonathan Pryce, Michael Bryant.
Tra questi spiccano tre episodi dedicati alle opere di H.G. Wells.
In The Avu Observatory episodio 7, in onda il 1º dicembre 1980 

The Stolen Bacillus episodio 11, in onda l'8 febbraio 1980

The Flowering of the Strange Orchid episodio 18, in onda il 15 dicembre 2013

### I mondi infiniti di H.G. Wells
Il sorprendente caso della vista di Davidson ha ispirato il quarto racconto della miniserie tv I mondi infiniti di H.G. Wells (The Infinite Worlds of H. G. Wells, 2001) diretto da Robert Young.
Il bacillo rubato ha ispirato il sesto racconto della miniserie tv I mondi infiniti di H.G. Wells (The Infinite Worlds of H. G. Wells, 2001) diretto da Robert Young.

## Edizioni
Edizioni de Il bacillo rubato e altri casi
- H. G. Wells, The Stolen Bacillus and Other Incidents, I ed., Methuen & Co., 1895.[142]
- H. G. Wells, Thirty Strange Stories, I ed., Edward Arnold, 1897.[143][144][145]
- H. G. Wells, The Stolen Bacillus and Other Incidents, I ed., Macmillan and Co., 1904.[146][147]
- H. G. Wells, The Country of the Blind and Other Stories, I ed., Thomas Nelson and Sons, 1911.[148][149]
- H. G. Wells, Collected short story, I ed., Odhams Press Limited, 1921.

### Esplicative
1. ↑  La fantascienza in Europa inizia propriamente alla fine del XIX secolo con il romanzo scientifico (scientific romance), di cui un esponente di spicco fu Jules Verne (1828 – 1905), per il quale la scienza era piuttosto sul livello dell'invenzione, come pure le storie di critica sociale orientate alla scienza di H. G. Wells (1866 – 1946)Brian Stableford, in The Science Romance in Britain: 1890-1950, ha dimostrato che i primi scrittori britannici di fantascienza che usavano questo termine differivano per vari aspetti dagli autori americani del tempo. Gli scrittori britannici, prima di tutto, tendevano a minimizzare il ruolo degli "eroi" individuali, assumendo una "prospettiva evoluzionistica" e una visione tetra del futuro, mostrando scarso interesse nello spazio visto come nuova frontiera. A proposito degli "eroi", molti romanzi di H. G. Wells hanno un protagonista anonimo e, spesso, impotente di fronte alle forze della natura. La prospettiva evoluzionistica può essere intravista nelle storie che coinvolgono lunghi periodi di tempo; due esempi sono La macchina del tempo di Wells e Il costruttore di stelle (Star Maker, 1937) di Olaf Stapledon. Anche nei romanzi scientifici che non coinvolgono ampi archi temporali, la domanda che ci si pone è se l'umanità sia soltanto un'altra specie schiava di pressioni evolutive che si sono spesso manifestate, come si può vedere in alcune parti di The Hampdenshire Wonder di J. D. Beresford e diverse opere di S. Fowler Wright. A proposito dello spazio, nella Trilogia dello spazio C. S. Lewis sostiene che "fintanto che l'umanità resterà imperfetta e peccaminosa, la nostra esplorazione di altri pianeti farà più danni che bene". La maggior parte degli autori del romanzo scientifico non dimostrano comunque sufficiente interesse per l'argomento.
Si può notare come in molte delle opere di tutti gli autori già citati l'umanità risulta condannata, o a causa del peccato originale o, assai più spesso, a causa di fattori biologici che ci riguardano fin dai più antichi progenitori scimmieschi.[13][14][15][16][17][18][19][20]
2. ↑  Pubblicazioni de Il bacillo rubato e altri casi sui quotidiani dell'epoca[10][26][27][28][29]
[30][31][32]
3. ↑  Padishah o Padshah, anche Padeshah, Badishah o Badshah (persiano پادشاه, Pādeshāh), in italiano Padiscià, è un titolo reale (dal in persiano پادشاه ‎, pādishāh, composto da pad «protettore» e shāh «sovrano»),  denominazione ufficiale dei sultani ottomani.
4. ↑  Luzon e la maggiore delle isole delle Filippine; il nome della lancia contribuisce a far pensare a una dimestichezza dei proprietari con i paesi esotici[68]
5. ↑  Termine adottato dalla marina inglese e francese , per indicare i marinai indigeni (indiani, indonesiani, do anche presi in isole semiselvaggie tra l'Indiano e il Pacifico) di cui il traffico mercantile europeo in quei mari si servì largamente per tutto l'Ottocento. In francese, la parola e passata anche ad indicare, genericamente, un individuo gagliardo ma strambo[69][70][71]
6. ↑  Un rimorchio, e precisamente il cavo con cui, lungo la sponda di un fiume o di un canale, si tirano I galleggianti per farli navigare contro corrente[72]
7. ↑  Titntura all'uovo di fringuello[75]
8. ↑  L'11 marzo del 1892 Ravachol mise una bomba nella casa del giudice di Clichy e il 27 marzo in casa del procuratore. Nello stesso mese organizzò un attentato presso una caserma di Parigi. Gli attentati provocarono grossi danni ma non fecero vittime.

Ravachol fu riconosciuto dal proprietario del ristorante "Very" nel quale si trovava per colazione e arrestato. Alla vigilia del suo processo (26 aprile) il proprietario fu assassinato da una bomba messa nel suo ristorante.[88][89][90][91][92].Ravachol venne ghigliottinato pubblicamente a Montbrison l'11 luglio 1892, ed ivi sepolto[93][94]

### Bibliografiche
1. ↑  (EN) Georges Connes, The stolen bacillus and other incidents, in Dictionary of the Characters and Scenes in the Novels, Romances and Short Stories of H.G. Wells, M. Darantiere, 1982  [1926],  p. 27, ISBN 978-0838313534. URL consultato il 31 marzo 2017.
2. ↑  (EN) C.D. Merriman for Jalic Inc., Biography of H.G.Wells, su online-literature.com, 2007. URL consultato il 12 febbraio 2012.
3. ↑   H. G. Wells, su anisn.it. URL consultato il 14 gennaio 2013.
4. 1 2 3 4 5 6   Paolo Morini, Oculus Enoch-Notiziario dell’Associazione Ravennate Astrofili Rheyta-Numero 31, settembre-ottobre 2011 (PDF), su arar.it. URL consultato il 14 febbraio 2013.
5. 1 2 3 4 5 6   Fernando Ferrara, Presentazione, in Avventure di fantascienza, 4ª ed., Milano, Mursia, 2011  [1966],  p. 619.
6. 1 2  (EN) Ann Mozley, Australian Dictionary of Biography - Thomas Henry Huxley (1825-1895), su adb.anu.edu.au. URL consultato il 14 febbraio 2013.
7. ↑  (ES) Wells, H. G. Biografia, libros, citas y guia de cine, su alohacriticon.com. URL consultato il 27 novembre 2012.
8. ↑  (EN) H. G. Wells, su famousauthors.org. URL consultato il 27 novembre 2012.
9. ↑  (EN) H.G. Wells in Love: Postscript to an Experiment in Autobiography, Boston, Little Brown & Co., 1984, ISBN 978-0-571-24718-9.
10. 1 2 3   Ernesto Vegetti, Pino Cottogni; Ermes Bertoni, Catalogo Sf, Fantasy e Horror, su catalogovegetti.com. URL consultato il 12 febbraio 2012.
11. ↑   H.G. Wells, Novelle Straordinarie (PDF), Fratelli Treves Editori, 1905. URL consultato il 23 febbraio 2012 (archiviato dall'url originale il 2 febbraio 2010).
12. 1 2   Manuele Bellini, 14, in L'Orrore nelle arti. Prospettive estetiche sull’immaginazione del limite, ScriptaWeb, ISBN 978-88-89543-66-5. URL consultato il 13 febbraio 2013.
13. 1 2 3   Wells, Herbert George, su sapere.it, DeAgostini, 2012. URL consultato il 9 febbraio 2015.
«Profondo conoscitore di fisica e biologia e sinceramente preoccupato dei possibili esiti dell'evoluzione – o della regressione – dei destini umani, Wells imperniò su tali interessi la parte più originale della sua attività di narratore, elevando a piena dignità letteraria il genere del romanzo fantascientifico di E. Bellamy e J. Verne e preparando la strada alle utopie, e alle antiutopie, di E. Zamjatin, A. Huxley e G. Orwell.»
14. ↑  (EN) James Gunn, The Science of Science Fiction Writing, Scarecrow Press, 31 ottobre 2000,  p. 256, ISBN 978-1-57886-011-1.
15. 1 2 3 4  (EN) James Gunn, Centre for the study of science fiction-The man who invented tomorrow, su sfcenter.ku.edu. URL consultato il 2 luglio 2012 (archiviato dall'url originale il 5 agosto 2012).
16. ↑  (EN) Robert M. Philmus, David Y. Hughes, H.G. Wells: Early Writings in Science and Science Fiction, Berkeley, Los Angeles, and London: University of California Press, 1975, ISBN 978-0-520-02679-7.
17. ↑   Riccardo Valla, Le Origini Della Fantascienza (Prima parte), su carmillaonline.com. URL consultato il 13 febbraio 2013 (archiviato dall'url originale il 22 ottobre 2012).
18. ↑  (EN) John Clute, David Langford e Peter Nicholls (a cura di), Jules Verne, in The Encyclopedia of Science Fiction, IV edizione online, 2021. Ultimo accesso 25 maggio 2012
19. ↑   Bernard Bergonzi, The early H. G. Wells. A study of the scientiftc romances, Manchester, Manchester University Press, 1961.
20. ↑   Mark R. Hillegas, The Future as Nightmare. H.G. Wells and the Anti-Utopians, New York, Oxford University Press, 1967.
21. ↑   Gianni Montanari, Ieri, il futuro. Origini e sviluppo della Fantascienza inglese, Milano, Editrice Nord, 1977.
22. ↑   Carlo Pagetti, Da Wells a Clarke:modelli ideologici e formule narrative (1895-1961), su intercom.publinet.it. URL consultato il 23 gennaio 2013 (archiviato dall'url originale il 4 gennaio 2013).
23. ↑   Science Fiction, in Encarta Online Encyclopedia, Microsoft, 2006. URL consultato il 17 gennaio 2007 (archiviato dall'url originale il 1º novembre 2009).
24. ↑   Utopia - H. G. Wells, su itsosgadda.it. URL consultato il 27 dicembre 2020 (archiviato dall'url originale il 13 aprile 2013).
25. ↑  (EN) Frederick Wilse Bateson, The new Cambridge bibliography of English literature, vol. 5, Londra, Cambridge University Press, 1972, ISBN 0-521-08535-7. URL consultato il 12 febbraio 2012.
26. 1 2  (EN) The Locus Index to Science Fiction: 1984-1998, su locusmag.com. URL consultato il 12 febbraio 2012.
27. ↑  (EN) The FictionMags Index, su philsp.com. URL consultato il 12 febbraio 2012 (archiviato dall'url originale il 14 novembre 2012).
28. ↑  (EN) The Stolen Bacillus and Other Incidents, su archive.org,  p. IV. URL consultato il 13 febbraio 2012.
29. ↑  (EN) George Connes, A dictionary of the characters and scenes in the novels, romances, and short stories of H. G. Wells, su books.google.ie, M. Darantiere, 1926,  pp. 27-30. URL consultato l'11 marzo 2017.
30. ↑  (EN) Burt Franklin, A Bibliography of the works of H.G.Wells 1887-1925 part one: Books and Pamhplets, New York N.Y., Franklin Burt, 1922,  p. 6, ISBN 978-0-8337-5190-4. URL consultato il 17 febbraio 2012.
31. ↑  (EN) Dave's Reviews - The Stolen Bacillus and Other Incidents (1904), su goodreads.com. URL consultato l'11 marzo 2015.
32. ↑  (EN) Index to Science Fiction Anthologies and Collections, su philsp.com. URL consultato l'11 marzo 2017 (archiviato dall'url originale il 30 maggio 2016).
33. 1 2  (FR) Sur L'autre Face Du Monde, su merveilleuxscientifiqueunblogfr.unblog.fr. URL consultato il 6 febbraio 2013.
34. ↑  (EN) Nils Clausson, - H. G. Wells's Critique of Aestheticism in "Through a Window": The Picture and the Splintering Frame (PDF), su English Literature in Transition, 1880-1920, vol. 49, 2006,  pp. 371-387. URL consultato il 7 gennaio 2015 (archiviato dall'url originale l'8 gennaio 2015).
«H. G. Wells, The Stolen Bacillus and Other Incidents (London: Methuen, 1895), 73-92. "Through a Window" first appeared, under the title "At a Window," in Black and White on 25 August 1894. When it was reprinted the following year in The Stolen Bacillus and Other Incidents, Wells changed the title to "Through a Window."»
35. ↑  (FR) Le Visage Vert - Littérature fantastique, su levisagevert.com, 12 maggio 2012. URL consultato il 28 febbraio 2015.
36. 1 2  (FR) Bibliographies le beau livre -  H. G. Wells, su bibliographies.lebeaulivre.com. URL consultato il 1º marzo 2015.
37. ↑  (FR) Edition Originale.comEdition-Originale.com > Toutes les Catégories > Revues littéraires et artistiques > Symbolistes & Décadents Edition Originale Collectif - Mercure de France, n°112 à n°114, tome XXX, année 1899, su edition-originale.com. URL consultato il 2 marzo 2015.
38. ↑   Universitá degli studi di Trieste - Nero, fantastico e bizzarrie varie n'è "La Domenica del Corriere" 1899 - 1909 (PDF), su openstarts.units.it, 2006 - 2007,  p. 27. URL consultato l'11 gennaio 2015.
«Nel 1906, sulla Domenica del Corriere, di H. G. Wells veniva pubblicata L’orchidea del sig. Wedderburn (1894, The Flowering of the Strange Orchid)29, novella incentrata su una strana pianta vampirica delle isole Andaman, munita di «radici aeree» e «mostruosi tentacoli»»
39. ↑   Fabrizio Foni, Alla fiera dei mostri: racconti pulp, orrori e arcane fantasticherie nelle riviste italiane, 1899-1932, Tunué, 2007, ISBN 978-88-89613-20-7. URL consultato il 15 febbraio 2013.
40. 1 2  (EN) H.G. Wells, The Orchid house - The Flowering of the Strange Orchid by H.G.Wells, su retirees.uwaterloo.ca. URL consultato il 21 febbraio 2012 (archiviato dall'url originale il 13 settembre 2013).
41. ↑  (EN) Joe E. Meisel & Ronald F. Kaufmann & Franco Pupulin, Bibliografia, in Orchids of Tropical America: An Introduction and Guide, New York, Comstock Pub Assoc, 11 novembre 2014,  p. 244, ISBN 978-0-8014-7768-3. URL consultato il 26 febbraio 2015.
42. 1 2  (EN) The flowering of a strange orchid (PDF), su sffaudio.com, Pearson's Magazine, aprile 1905,  pp. "1 - 5 ". URL consultato il 28 febbraio 2015.
43. ↑  (EN) Pearson's Magazine (PDF), in New York Times, 23 novembre 1901,  p. BR8. URL consultato il 26 febbraio 2015.
44. 1 2  (EN) Georges Auguste Albert Connes, separate short stories, in A Dictionary of the Characters and Scenes in the Novels, Romances and Short Stories of H. G. Wells, California, Impr. M. Darantiere, 1926, 1926,  p. 28, ISBN 978-0-8383-1353-4. URL consultato il 27 febbraio 2015.
45. ↑  (EN) H.B.Marriott Watson, The Stolen Bacillus and other incidents, by H. G. Wells - Note, su ebooks.adelaide.edu.au. URL consultato il 4 febbraio 2013 (archiviato dall'url originale il 12 marzo 2014).
46. ↑  (EN) Literature, Arts, and Medicine Database, su litmed.med.nyu.edu. URL consultato il 14 gennaio 2013.
47. ↑  (FR) Un blanc qui deviendra nègre (H.G. Wells) - Résumé et Analyse, su empiresf.free.fr, 2007. URL consultato il 22 febbraio 2015.
«L'histoire est des plus simples. Un homme dérobe à un biologiste un tube à essai contenant un germe terrible, capable de mettre une ville voire un pays entier à genoux en quelques semaines : le choléra. S'en suit une burlesque course-poursuite en cab à travers Londres qui se terminera de façon tout aussi comique. L'anarchiste qui voulait se faire connaître en empoisonnant la City a ingéré ce qui se trouve être une préparation rendant les animaux... bleus. Le scientifique, voulant en effet se faire mousser auprès de ce visiteur inconnu, a fait croire à ce dernier qu'il cultivait des virus mortels dans son laboratoire.»
48. 1 2 3 4 5 6 7 8  (EN) The Stolen Bacillus and Other Incidents by H. G. (Herbert George) Wells, su fullbooks.com. URL consultato il 16 febbraio 2015.
49. 1 2 3 4 5 6 7  (EN) Seventy-Three Short Stories by H. G. Wells, su books.google.it. URL consultato il 17 dicembre 2014 (archiviato dall'url originale il 17 dicembre 2014).
50. ↑  (EN) H.G. Wells, The stolen bacillus and other incidents - free classic books (PDF), su freeclassicebooks.com,  p. 14. URL consultato il 12 febbraio 2012.
51. ↑  (EN) H.G. Wells, The stolen bacillus and other incidents - On openlibrary.org, su archive.org,  p. 16. URL consultato il 13 febbraio 2012.
52. ↑  (EN) H.G. Wells, The Stolen Bacillus by H.G. Wells, su classicreader.com. URL consultato il 16 febbraio 2015 (archiviato dall'url originale il 16 febbraio 2015).
53. 1 2 3 4 5 6 7   H.G. Wells, Avventure di fantascienza - Il bacillo rubato, a cura di Renato Prinzhofer, 4ª ed., Milano, Mursia, 2011  [1966],  p. 619.
54. ↑  (FR) H.G. Wells, Un blanc qui deviendra nègre, su books.google.it, Ginkgo éditeur,  p. 80. URL consultato il 10 febbraio 2012.
55. ↑   H.G. Wells, Il bacillo rubato (PDF), su adelphiana.it, traduzione di Andrea Filippi, Adelphiana, 2001,  p. 4. URL consultato l'11 febbraio 2012.
56. ↑  (EN) Summary of the Flowering of the Strange Orchid, su annwdyf.blogspot.it, febbraio 2014. URL consultato il 26 febbraio 2015.
57. ↑  (EN) Jean Campbell, Minns, Benjamin Edwin (1863–1937) by Jean Campbell, su adb.anu.edu.au. URL consultato il 2 marzo 2015.
«In 1895 Minns and his wife went to England. He sent back drawings to the Bulletin and contributed to St Paul's Magazine, Punch, the Strand Magazine, the Bystander and other journals. He steadily developed his watercolour painting, sketching in England and France, and exhibited successfully at the Royal Academy of Arts, the Royal Institute of Painters in Water Colours in London, and the Société Nationale des Beaux-Arts (New Salon) in Paris. He was also commissioned by Colonel Frank Rhodes to paint a series of watercolours of the family seat at Dalham, Suffolk.»
58. ↑  (EN) H.G. Wells, The short story of H.G.Wells-The flowering of the strange orchid, su gutenberg.net.au. URL consultato il 30 gennaio 2013.
59. ↑  (ES) H.G. Wells, Sci-Fi Special-El bacilo robado y otros incidentes, su scifispecial.blogspot.it. URL consultato il 26 aprile 2012.
60. ↑  (EN) H.G. Wells, Read Book online-In the Avu Observatory, su readbookonline.net. URL consultato il 27 febbraio 2012 (archiviato dall'url originale il 17 dicembre 2014).
61. ↑  (EN) H.G Wells, NASA Astrophysics Data System Abstract Service, The SAO/NASA Astrophysics Data System - Digital Library for Physics and Astronomy - The Observatory(1894) - The Avu Observatory, su articles.adsabs.harvard.edu, vol. 17, Editors of the Observatory. URL consultato il 14 febbraio 2013.
62. 1 2 3 4  (EN) Chad Arment, Bestiarium Cryptozoologicum: Mystery Animals and Unknown Species in Classic Science Fiction and Fantasy, su books.google.it, Coachwhip Publications, 25 gennaio 2010,  pp. 17-24. URL consultato il 7 gennaio 2015.
63. ↑  (EN) In the Avu Observatory, in Pall Mall Budget, LI, William Thomas Stead, 22 settembre 1894,  p. 10. URL consultato il 7 gennaio 2014.
64. ↑  (EN) Triumphs of a Taxidermist - Summary plot [collegamento interrotto], su revolvy.com. URL consultato l'11 marzo 2017.
65. ↑  (EN) H.G. Wells, The literature network-The Triumphs of a Taxidermist, su online-literature.com. URL consultato il 25 giugno 2012.
66. ↑  La macchina del tempo e altre avventure di fantascienza - Una compravendita di struzzi, p. 210.
67. ↑  (EN) H.G. Wells, A Deal in Ostriches, H. G. Wells (PDF) [collegamento interrotto], su inkandblotter.com. URL consultato il 1º febbraio 2013.
68. ↑  La macchina del tempo e altre avventure di fantascienza - Dalla Finestra, p. 214.
69. ↑  La macchina del tempo e altre avventure di fantascienza - Dalla Finestra, p. 215.
70. ↑  (EN) Romesh C. Butalia, The evolution of the Artillery in India, Allied Publishers, 1999,  p. 239, ISBN 81-7023-872-2.
71. ↑  (EN) Bengali-speaking community in the Port of London - Port communities - Port Cities, su portcities.org.uk. URL consultato il 18 marzo 2017 (archiviato dall'url originale il 12 marzo 2016).
72. ↑  La macchina del tempo e altre avventure di fantascienza - Dalla Finestra, p. 217.
73. ↑  La macchina del tempo e altre avventure di fantascienza - Dalla Finestra, Sporco di sangue p. 218.
74. ↑  La macchina del tempo e altre avventure di fantascienza - La tentazione di Harringay, p. 224.
75. ↑  La macchina del tempo e altre avventure di fantascienza - La tentazione di Harringay, p. 225.
76. ↑  (EN) Frederick Wilse Bateson, A Dictionary of the Characters and Scenes in the Novels, Romance and Short, New York, Haskell House, 1982  [1926], ISBN 0-8383-1353-1. URL consultato il 13 gennaio 2013.
77. ↑  (EN) Map Of London 1868, By Edward Weller, F.R.G.S.-Revised And Corrected To The Present Time By John Dower, F.R.G.S., su london1868.com. URL consultato il 13 gennaio 2013.
78. ↑  (EN) H.G. Wells, Experiment in Autobiography - Discoveries and Conclusions of a Very Ordinary Brain (Since 1866) (PDF), 1ª ed., Londra, Victor Gollancz Ltd, 1934  [1934],  p. 840. URL consultato il 22 febbraio 2013.
79. 1 2  Jenni Bruce, Karen McGhee, Luba Vangelova, Richard Vogt, L'enciclopedia degli Animali, Areagroup Media, Milano, 2005
80. ↑  W.F. Bynum, Helen Bynum, "Dictionary of Medical Biography", London, Greenwood Press, 2007, Volume 3, pag. 744
81. 1 2  Poznansky, Tchaikovsky: The Quest for the Inner Man, 579–589.
82. ↑  (EN) BBC History-Historic Figures:John Snow(1813-1858), su bbc.co.uk, BBC. URL consultato il 21 luglio 2013.
83. ↑  (EN) Biography of John Snow, su ph.ucla.edu, UCLA department of epidemology, School of pubblic health. URL consultato il 21 luglio 2013.
84. ↑   Una breve vita di John Snow (PDF), su pensiero.it. URL consultato il 22 luglio 2013.
85. ↑  Poznansky, Tchaikovsky: The Quest for the Inner Man, 579.
86. ↑  (EN) Italian Anarchists in London(1870-1914) (PDF), su eprints.lincoln.ac.uk, agosto 2004,  p. 278. URL consultato il 3 gennaio 2015 (archiviato dall'url originale il 7 settembre 2015).
87. ↑   ::: LeMondeDiplomatique il manifesto:::, su monde-diplomatique.it. URL consultato il 3 gennaio 2015 (archiviato dall'url originale il 6 marzo 2016).
88. ↑  (EN) Ravachol Reference Archive, su marxists.org. URL consultato il 3 gennaio 2015.
89. ↑  (EN) International Institute of Social History - Paris, 1892-1894, su iisg.nl. URL consultato il 3 gennaio 2015.
90. ↑   Walter Minardi, Un sinistro risvolto della Belle Epoque: il terrorismo anarchico, Historia nº 165, settembre 1971.
91. ↑  (EN) Pierre Quillard, “Conversation on the Life and Death of Ravachol” (1892), su contrun.libertarian-labyrinth.org. URL consultato il 3 gennaio 2015 (archiviato dall'url originale il 3 gennaio 2015).
92. ↑   Mercure de France, Settembre 1892,  pp. 47-52.
93. ↑  Lucas Dubreton, "Ravachol il dinamitardo", su Historia nº 71, Ottobre 1963, pag 97
94. ↑  (EN) Mitch Abidor, Ravachol By Mitch Abidor, su marxists.org. URL consultato il 21 febbraio 2013.
95. ↑   Sample short biographies from: Emma Goldman: A documentary history of the american years, 1890–1901, su sunsite3.berkeley.edu, University of California Press, aprile 2003. URL consultato il 3 giugno 2008.
96. ↑  (EN) Spartacus Educational - Alexander Berkman, su spartacus-educational.com. URL consultato il 3 gennaio 2015.
97. ↑  (EN) American Experience - Emma Goldman, su pbs.org. URL consultato il 3 gennaio 2015.
98. ↑  (EN) “I Will Kill Frick”: Emma Goldman Recounts the Attempt to Assassinate the Chairman of the Carnegie Steel Company During the: Homestead Strike in 1892, su historymatters.gmu.edu, 1931. URL consultato il 3 gennaio 2015.
99. ↑   Treccani.it - Vaillant, Auguste Enciclopedie on line, su treccani.it. URL consultato il 4 gennaio 2015.
100. ↑  (EN) 1894: Auguste Vaillant, bomb-throwing anarchist, su executedtoday.com, febbraio 2009. URL consultato il 4 gennaio 2015.
101. ↑  (EN) The Anarchist Encyclopedia:Auguste Vaillant (1861-1894), su recollectionbooks.com. URL consultato il 4 dicembre 2015 (archiviato dall'url originale il 23 gennaio 2008).
102. 1 2 3   The Guillotine's Sure Work; Details of the Execution of Vaillant, the Anarchist, su query.nytimes.com. URL consultato il 4 gennaio 2015.
103. ↑  (FR) Jean Maitron, Ravachol et les anarchistes, Parigi, René Julliard, 1964.
104. ↑  (FR) Le Drapeau Noir - Émile Henry, su drapeaunoir.org. URL consultato il 14 gennaio 2013 (archiviato dall'url originale il 20 marzo 2012).
105. ↑  (EN) Mitch Abidor, Émile Henry - Biography By Mitch Abidor, su marxists.org. URL consultato il 14 gennaio 2013.
106. ↑  (EN) Émile Henry 1872-1894, su libcom.org. URL consultato il 14 gennaio 2013 (archiviato dall'url originale il 12 marzo 2014).
107. ↑  (EN) Libcom.org - Henry, Emile, 1872-1894, su libcom.org, 25 settembre 2003. URL consultato il 5 gennaio 2015.
108. ↑  (FR) P. Vayre, Assassinat de Marie-François-Sadi Carnot à Lyon, le 24 juin 1894 : défi chirurgical et gageure politique d’un martyre (PDF), su academie-chirurgie.fr, 2010,  p. 10. URL consultato il 5 gennaio 2015.
109. ↑  (EN) Encyclopædia Britannica - Sadi Carnot President of France, su britannica.com. URL consultato il 5 gennaio 2015.
110. ↑   Treccani.it - Enciclopedie on line Carnot, Marie-François-Sadi, su treccani.it. URL consultato il 5 gennaio 2015.
111. ↑  (FR) L'Élysée Le présidence de la République - Marie-François-Sadi CARNOT (1887-1894), su elysee.fr. URL consultato il 5 gennaio 2015 (archiviato dall'url originale il 5 settembre 2015).
112. ↑   Treccani.it - Enciclopedie on line Caserio, Sante Ieronimo, su treccani.it. URL consultato il 5 gennaio 2015.
113. ↑   Senza soste.it - Sante Caserio, l'anarchico che il 16 agosto 1894 uccise il Presidente francese, su senzasoste.it, 16 agosto 2008. URL consultato il 5 gennaio 2015.
114. ↑   [Esplora il significato del termine: L’ossessione infondata del complotto anarchico Nessuna regia negli attentati a sovrani e statisti] L'ossessione infondata del complotto anarchico - Nessuna regia negli attentati a sovrani e statisti, su corriere.it. URL consultato il 5 gennaio 2015.
115. ↑   Diemoz Erika, A morte il tiranno. Anarchia e violenza da Crispi a Mussolini, Einaudi, 2011, ISBN 978-88-06-20691-8.
116. ↑   Quaderni fiorentini per la storia del pensiero giuridico moderno, XXXVIII, Giuffrè Editore, 2009. URL consultato il 5 gennaio 2015.
117. ↑  (EN) Ronald C. Simons, Charles C. Hughes, The amok syndrome in Papua and New Guinea (PNG), in The Culture-Bound Syndromes-Folk Illnesses of Psychiatric and Anthropological Interest, The Culture-Bound Syndromes-Folk Illnesses of Psychiatric and Anthropological Interest, D.Reidel publishing company., 1985,  pp. 252-256, DOI:10.1525/maq.1987.1.3.02a00120. URL consultato il 27 dicembre 2020 (archiviato dall'url originale il 13 marzo 2016).
118. ↑  (EN) Manuel L. Saint Martin, M.D., J.D., Running Amok: A Modern Perspective on a Culture-Bound Syndrome, su ncbi.nlm.nih.gov, Primary Care Companion to The Journal of Clinical Psychiatry
Physicians Postgraduate Press, Inc., giugno 1999,  p. 4. URL consultato il 28 giugno 2015.
«In 1846, in the province of Penang, Malaysia, a respectable elderly Malay man suddenly shot and killed 3 villagers and wounded 10 others. He was captured and brought to trial where evidence revealed that he had suddenly lost his wife and only child, and after his bereavement, he became mentally disturbed.»
119. ↑  (EN) Jeffrey Hays, KORO, LATAH AND RUNNING AMOK, su factsanddetails.com, 2008. URL consultato il 22 febbraio 2017.
«In 1846, in the province of Penang, Malaysia, a respectable elderly Malay man suddenly shot and killed 3 villagers and wounded 10 others. He was captured and brought to trial where evidence revealed that he had suddenly lost his wife and only child, and after his bereavement, he became mentally disturbed.»
120. ↑  (EN) Farmer's Advocate journal 20 august 1914, su news.google.com. URL consultato il 27 marzo 2017.
121. ↑  (EN) Christine Berberich, The scientific romance and Scientifiction: A Genre Forms, in The Bloomsbury Introduction to Popular Fiction, London, Bloomsbury Academic, 18 dicembre 2014,  p. 96, ISBN 978-1-4411-7201-3. URL consultato il 25 febbraio 2015.
122. ↑   Carla Aira, Breve storia della fantascienza (PDF), su ripassiamo.iltrovalibri.eu. URL consultato il 25 febbraio 2015 (archiviato dall'url originale il 26 febbraio 2015).
«Sul Pall Mall Budget appaiono racconti come Il Bacillo rubato o L’isola Aepyornis e portano la firma di H. G. Wells (1866-1946). L'autore inglese in un primo momento scrive storie sull'impatto che le nuove invenzioni hanno sull'uomo. Pubblica, per esempio, La Macchina del Tempo (1895) che appare a puntate su The New Review ed è un grande successo di critica. Nel 1897 Wells scrive L’Uomo Invisibile, L'isola del dottor Moreau, La guerra dei mondi; Tutti a bordo per Ararat; Il paese dei ciechi e L'uomo che potrebbe fare miracoli.
I temi principali di Wells sono la preoccupante lotta contro la logica del profitto e le paure interiori dell'uomo. Le sue storie sono basate su immagini realistiche del tempo presente in modo che gli eventi che seguono possono essere facilmente accettate poi si introduce un elemento che riguarda la scienza e mette in evidenza i difetti della società in cui vive.»
123. ↑   Fabio Giovannini, Marco Minicangeli, Storia del romanzo di Fantascienza, guida per conoscere (e amare) l'altra letteratura, I ed, Castelvecchi, 1998,  p. 251, ISBN 978-88-8210-062-9. URL consultato il 21 luglio 2013.
124. 1 2 3  (EN) Vincent Brome, success comes swiftly, in Hg Wells, Publisher: House of Stratus, 1º gennaio 2001,  p. 67, ISBN 978-1-84232-031-0. URL consultato il 1º marzo 2015.
125. ↑  (FR) Jean-Pierre Vernier, L'enface et l'adolescence, in H. G. Wells et son temps, Presses Universitaires de Rouen et du Havre, 1971, ISBN 2-87775-128-7. URL consultato il 24 marzo 2017.
126. ↑  (EN) Josep O.Baylen, W. T. Stead and the Early Career of H. G. Wells, 1895-1911, in Huntington Library Quarterly, vol. 38, University of California Press, novembre 1974,  pp. 53-79. URL consultato il 2 luglio 2012.
127. ↑   Oreste Del Buono, L'uomo invisibile e altri racconti - Prefazione, su it.scribd.com. URL consultato il 30 gennaio 2013 (archiviato dall'url originale il 13 aprile 2014).
128. ↑  (EN) Linda Dryden, Joseph Conrad and H.G. Wells: The Fin-de-Siècle Literary Scene, Basingstoke, Palgrave Macmillan, 2015.
129. ↑  Arditti, J. "Orchids in Science Fiction, Mystery and Adventure Stories", American Orchid Society Bulletin, Vol 48 (11) Nov 1979: pp.1122–1126
130. ↑   Bibliography: The Reluctant Orchid, su Internet Speculative Fiction Database. URL consultato il 25 marzo 2017.
131. 1 2  (EN) IMDb -Spine Chillers (1980– ) - Episode List, su imdb.com. URL consultato il 16 febbraio 2015.
132. ↑  (EN) CHRISTMAS SPIRITS Part II - VISIONS AFTER MIDNIGHT, su hypnogoria.com, dicembre 2012. URL consultato il 16 febbraio 2015.
«Now the 1980s proved to be a fallow time for the Christmas ghost story, but seasonal spirits were still haunting the googlebox around the end of the year. In an more mature spin-off from legendary Children’s BBC programme Jackanory, winter 1980 saw the birth of Spine Chillers, a similar exercise in televisual story telling but instead of focusing on adapting readings of classic childrens' literature for a young audience, this show delievered a host of classic weird tales.Naturally enough alongside such luminaries as HG Wells, Saki, Sir Arthur Coan Doyle and WW Jacobs, several MR James stories were screened The Mezzotint, A School Story and The Diary of Mr Poynter and were read with aplomb by Michael Bryant, who ahd previously starred in The Stone Tape and The ash Tree. Full details of the show and the stories read can be found here.»
133. ↑  (EN) IMDb - Spine Chillers - In The Avu Observatory, su imdb.com. URL consultato il 16 febbraio 2015.
134. ↑  (EN) BBC genome radio 1929 - 2009, su genome.ch.bbc.co.uk, BBC, 1º dicembre 1980. URL consultato il 16 febbraio.
«17.25: Spine Chillers - Not for the nervous! Classic tales of fear and imagination Today Freddie Jenes tells In the Avu Observatory by H. G. WELLS Was the thing, whatever it was, inside or out? Then something flapped almost into his face, and the sense of some strange bird-like creature hovering a few yards from him was indescribably terrifying.Contributors:Unknown: Freddie Jenes Unknown: H. G. Wells»
135. ↑  (EN) IMDb - Spine Chillers - The Stolen Bacillus, su imdb.com. URL consultato il 16 febbraio 2015.
136. ↑  (EN) BBC genome radio 1929 - 2009, su genome.ch.bbc.co.uk, BBC, 8 dicembre 1980. URL consultato il 16 febbraio.
«17.25: Spine Chillers -  Not for the nervous! Classic tales of fear and imagination. Today Freddie Jones tells The Stolen Bacillus by H. G. WELLS The bacteriologist took up a sealed tube. Here is the living thing - bottled cholera. It is a deadly thing to have in your possession.'Contributors:Unknown: Freddie Jones, Unknown: H. G. Wells»
137. ↑  (EN) IMDb - Spine Chillers - The Flowering of the Strange Orchid, su imdb.com. URL consultato il 16 febbraio 2015.
138. ↑  (EN) IMDb - The Infinite Worlds of H.G.Wells - The Remarkable Case of Davidson's Eyes, su imdb.com. URL consultato l'8 febbraio 2012.
139. ↑  (EN) IMDb - The Infinite Worlds of H.G.Wells - The Stolen Bacillus, su imdb.com. URL consultato l'8 febbraio 2012.
140. ↑  (EN) Bibliography: The Stolen Bacillus and Other Incidents, su isfdb.org. URL consultato l'11 febbraio 2012.
141. ↑  (FR) Le Visage Vert - Littérature fantastique, su levisagevert.com. URL consultato il 22 febbraio 2012.
142. ↑  (EN) H.G. Wells, The Stolen Bacillus and Other Incidents, su isfdb.org, Methuen & Co., 1895. URL consultato l'11 febbraio 2012.
143. ↑  (EN) H.G. Wells, Thirty Strange Stories, su isfdb.org, Edward Arnold, 1897. URL consultato l'11 febbraio 2012.
144. ↑  (EN) H.G. Wells, Thirty Strange Stories, su openlibrary.org, Edward Arnold, 1897. URL consultato l'11 febbraio 2012.
145. ↑  (EN) H.G. Wells, Thirty strange stories by H.G.Wells, author of "The invisible man" "The war of the worlds" (PDF), su scans.library.utoronto.ca, Edward Arnold, 1897,  p. 520. URL consultato il 29 dicembre 2014 (archiviato dall'url originale il 29 dicembre 2014).
146. ↑  (EN) H.G. Wells, The Stolen Bacillus and Other Incidents, su archive.org, Macmillan and Co., 1904. URL consultato il 13 febbraio 2012.
147. ↑  (EN) H.G. Wells, The Stolen Bacillus and Other Incidents, su openlibrary.org, Macmillan and Co., 1904. URL consultato il 13 febbraio 2012.
148. ↑  (EN) H.G. Wells, The Country of the Blind and Other Stories, su isfdb.org, Thomas Nelson and Sons, 1911. URL consultato il 13 febbraio 2012.
149. ↑  (EN) H.G. Wells, The Country of the Blind and Other Stories, su openlibrary.org, Thomas Nelson and Sons, 1911. URL consultato il 15 febbraio 2012.